# Toyota Yaris
La Toyota Yaris (nommée Vitz au Japon jusqu'en 2020) est une automobile citadine produite par le constructeur automobile japonais Toyota depuis 1999 au Japon, à partir de 2001 en France à l'usine TMMF d'Onnaing et également depuis 2021 en Tchéquie à l'usine TMMCZ. 
En 2012, la Yaris est la première voiture à obtenir le label « Origine France Garantie », qu'elle conserve jusque fin 2021. Elle est d'ailleurs la voiture la plus produite en France en 2012, 2013, 2014, 2016 et 2017,. En mars 2023, 10 millions de Yaris ont été produites.
La Toyota Yaris a remporté le « Trophée européen de la voiture de l'année » par deux fois, en 2000 et en 2021 (première et quatrième génération).
Le nom « Yaris » est dérivé de « Charis », la forme au singulier de « Charites », les déesses grecques du charme et de la beauté.

## Première génération (1999-2006)
La première génération était disponible en trois et cinq portes. Elle a remporté le trophée européen de la voiture de l'année en 2000. C'est le tout premier véhicule fabriqué à l'usine Toyota d'Onnaing.
Toyota a également commercialisé un petit monospace, le Toyota Yaris Verso, aussi appelé Toyota FunCargo au Japon. 
Sous une forme trois volumes, la Yaris a été vendue sous le nom Toyota Echo en Amérique du Nord jusqu'en 2005 (nom donné à la 3 portes en Australie) et sous l'appellation Toyota Platz au Japon. Cette Toyota Platz a également été fabriquée en Chine sous la marque Xiali et vendue sous les noms de Xiali 2000 et Xiali Vela.
Une version sportive appelée Yaris TS a été importée du Japon.
En 2003 restylage de la calandre, des phares, du tableau de bord ainsi qu'une optimisation des moteurs.
En 2004 , une série limitée de 400 exemplaires de la version Toyota Sport (TS) se voit suralimentée par un turbo qui porte sa puissance à 150 ch ; ce modèle est réservé au marché suisse.

### Motorisations
| Modèle                                       | Cylindrée | Cylindres | Puissance maxi en ch DIN (kW) à tr/min | Couple maxi N m à tr/min | Consommation (urbain - extra-urbain - mixte) | Commercialisation |
| -------------------------------------------- | --------- | --------- | -------------------------------------- | ------------------------ | -------------------------------------------- | ----------------- |
| Essence                                      |           |           |                                        |                          |                                              |                   |
| 1.0 VVT-i                                    | 998 cm3   | 4         | 65 ch (48 kW) à 6 000 tr/min           | 90 N m à 4 000 tr/min    | 6.90 - 5.10 - 5.70                           | 2003–2006         |
| 1.0 VVT-i                                    | 998 cm3   | 4         | 68 ch (50 kW) à 6 000 tr/min           | 90 N m à 4 000 tr/min    | 6.90 - 5.10 - 5.70                           | 1999–2003         |
| 1.3 VVT-i                                    | 1 298 cm3 | 4         | 86 ch (63 kW) à 6 000 tr/min           | 124 N m à 4 400 tr/min   | 7.70 - 5.00 - 6.00                           | 1999–2003         |
| 1.3 VVT-i                                    | 1 298 cm3 | 4         | 87 ch (64 kW) à 6 000 tr/min           | 122 N m à 4 200 tr/min   | 7.70 - 5.00 - 6.00                           | 2003–2006         |
| 1.5 VVT-i TS                                 | 1 497 cm3 | 4         | 105 ch (77 kW) à 6 000 tr/min          | 143 N m à 4 200 tr/min   | 8.80 - 5.80 - 7.0                            | 2003–2006         |
| 1.5 VVT-i TS                                 | 1 497 cm3 | 4         | 106 ch (78 kW) à 6 000 tr/min          | 145 N m à 4 200 tr/min   | 8.80 - 5.80 - 7.0                            | 2001–2003         |
| 1.5 VVT-i TS Turbo (marché suisse seulement) | 1 497 cm3 | 4         | 150 ch (112 kW) à 6 400 tr/min         | 196 N m à 4 400 tr/min   | N.C.                                         | 2004-2005         |
| Diesel                                       |           |           |                                        |                          |                                              |                   |
| 1.4 D-4D                                     | 1 364 cm3 | 4         | 75 ch (55 kW) à 4 000 tr/min           | 170 N m à 1 700 tr/min   | 5.30 - 3.80 - 4.40                           | 2002–2006         |

## Deuxième génération (2005-2016)
La deuxième génération de Yaris a été lancée en Europe début 2006, faisant suite à la deuxième génération de Vitz lancée au Japon un an plus tôt. Cette fois, la Yaris s'appelle également Yaris aux États-Unis et devient disponible au Canada et y est vendue en deux ou trois volumes. Au Japon, cette variante trois volumes (avec malle apparente), non proposée en Europe, ne s'appelle plus Toyota Platz mais Toyota Belta et bénéficie d'un empattement légèrement allongé. La Belta partage moins de composants en commun avec la Yaris que la Platz qu'elle remplace.
La Toyota Yaris II est plus longue de 4 cm que sa devancière. Un diesel D-4D 1,4 l de 90 ch et un châssis plus rigide font leur apparition. Tout en restant plus compacte que ses concurrentes, cette nouvelle génération de Yaris se veut plus pratique (le coffre est 18% plus spacieux que sur la précédente mouture). Le Cx du véhicule est de 0,30.
De 2015 à 2016, la joint venture GAC-Toyota fabrique et commercialise en Chine une version électrique de la Yaris sous la marque Leahead. Le modèle s'appelle Leahead i1 et avance une autonomie modeste de 128 kilomètres.

### Motorisations
- VVT-i 1,0 litre de 69 chevaux (51 kW) à 6 000 tr/min, 93 N m, essence.
- VVT-i 1,3 litre de 87 chevaux (64 kW) à 6 000 tr/min, 132 N m, essence.
- VVT-i 1,3 litre de 99 chevaux (74 kW) à 6 000 tr/min, 132 N m, essence
- D-4D 1,4 litre de 90 chevaux (66 kW) à 3 800 tr/min, 205 N m, turbo-diesel.
- VVT-i 1,5 litre de 106 ch, essence, seul moteur en Amérique du Nord.

### Finitions
- Yaris
- Yaris Luna
- Yaris by Sparco (Uniquement disponible en Belgique)
- Yaris Sol (lors du démarrage de la Yaris 2, elle est mise automatiquement en air recyclé afin de ne pas respirer les gaz d'échappements).

### 2007
Sortie de la Yaris TS 132 VVT-i.
- Motorisation : 1 798 cm3, 132 ch, 4 cylindres en ligne, Dual VVT-i. Bloc en aluminium.
- Puissance administrative : 8 CV (en France).
- Distribution : DACT 16 soupapes transmission par chaîne. Admission et échappement à calage variable.
- Alimentation : injection électronique multipoints.
- Transmission :	traction, boîte 5 vitesses.
- Suspension avant : MacPherson, barre antiroulis.
- Suspension arrière : essieu déformable ressort et amortisseurs séparés.
- Couple maxi : 174 N m à 4 400 tr/min.
- Tenue de route : VSC (contrôle de stabilité), TRC (contrôle de motricité), ABS, répartiteur électronique de la force de freinage (EDB), amplificateur de freinage d'urgence (BA). 4 freins à disque (avant ventilés).
- Roues : jantes alliage 17 pouces 6"5 x 17, pneumatiques : 205 / 45 R 17.
- Confort : climatisation automatique. Poste radio CD/RDS/MP3/WMA, 6 haut-parleurs, commandes au volant.
- Performances : vitesse max. sur circuit : 194 km/h. 0 à 100 km/h en 9,3 s. 0 à 140 km/h en 16,8 s.
- Gamme unique : TS.
- Carburant : essence uniquement (réservoir de 42 l).
- Consommations Mixte(litres/100 km) : 7,5 l.
- Émissions de dioxyde de carbone CO2, Mixte (g/km) : 178.
- Sécurité : coussins gonflables de sécurité frontaux (conducteur et passager avant), protège-genoux conducteur et de type rideaux avant et arrière. A obtenu la note maximale de 5 étoiles aux tests Euro NCAP (protection des adultes).
- Dimensions extérieures: longueur : 3 800 mm, largeur : 1 695 mm, hauteur 1 530 mm, empattement : 2 460 mm.
- Poids : 980 kg à 1 120 kg.
- Coloris : gris Silverstone métallisé, noir métallisé, rouge Chilien, bleu électrique métallisé. (peinture métallisée en option)
- Antivol : antidémarrage électronique. Système d'ouverture / fermeture et démarrage sans clé.
- Nombres de places : 5.

### Daihatsu Charade (2011-2013)

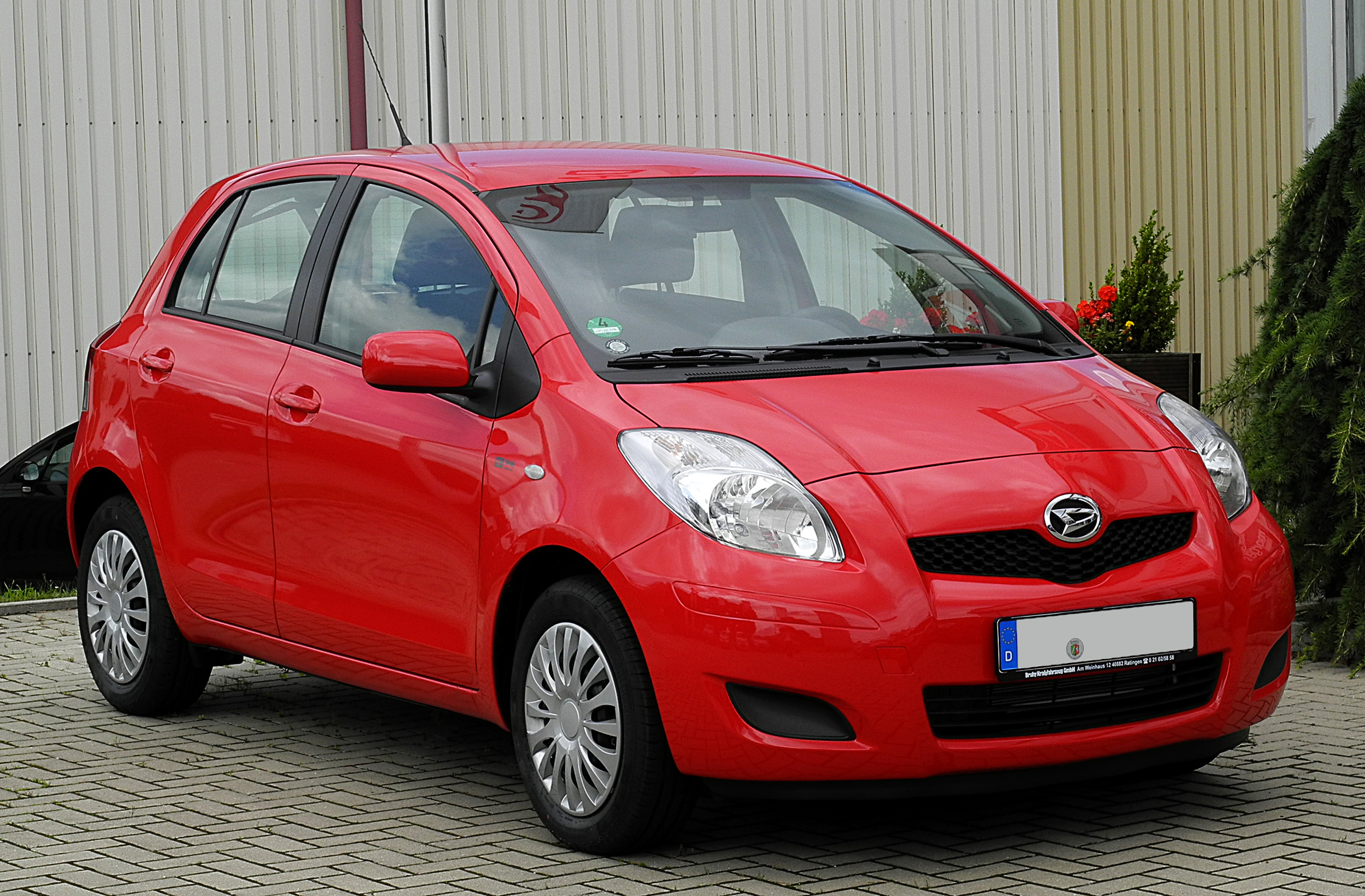
Daihatsu Charade.

En 2011, Daihatsu a sorti une nouvelle génération de sa Charade. Elle est ni plus ni moins une Yaris II rebadgée et produite dans la même usine à Onnaing.
Elle était disponible avec une seule motorisation : le 1.3l VVT-i de 99cv; avec la peinture métallisée, les boucliers peints, les coques de rétroviseurs et poignées de porte également, l'ABS, le contrôle électronique de trajectoire, le répartiteur électronique de freinage et évidemment des airbags. Aucune option n'était disponible au catalogue, mais elle disposait du verrouillage centralisé à distance, d'une climatisation manuelle, de la direction assistée électrique, d'une sellerie en tissu, d'un pommeau de levier de vitesse en cuir, d'un volant en cuir avec commandes audio pour l'autoradio CD MP3.
Vous pouviez rouler en Charade avec une boite manuelle pour 11 290€ ou 12 040€ pour la version avec boite robotisée.

Elle fut la dernière Daihatsu vendue sur le marché européen jusqu'en 2013.

## Troisième génération (2011-2020)
La troisième génération de Toyota Yaris a été lancée le 22 décembre 2010 à Yokohama, au Japon, sous son appellation locale habituelle Vitz. Le modèle est lancé en Europe et dans d'autres pays en septembre 2011.
Cette génération présente un nouveau moteur 1,3 litre annoncé plus économique que le 3-cylindres 1 litre, et l'écran multifonction « touch and go ».
Ce nouveau modèle a été présenté au Salon de Genève en mars 2011.
Par rapport à la Yaris II, elle perd 2 cm en hauteur et gagne 10 cm en longueur.

Phase 1
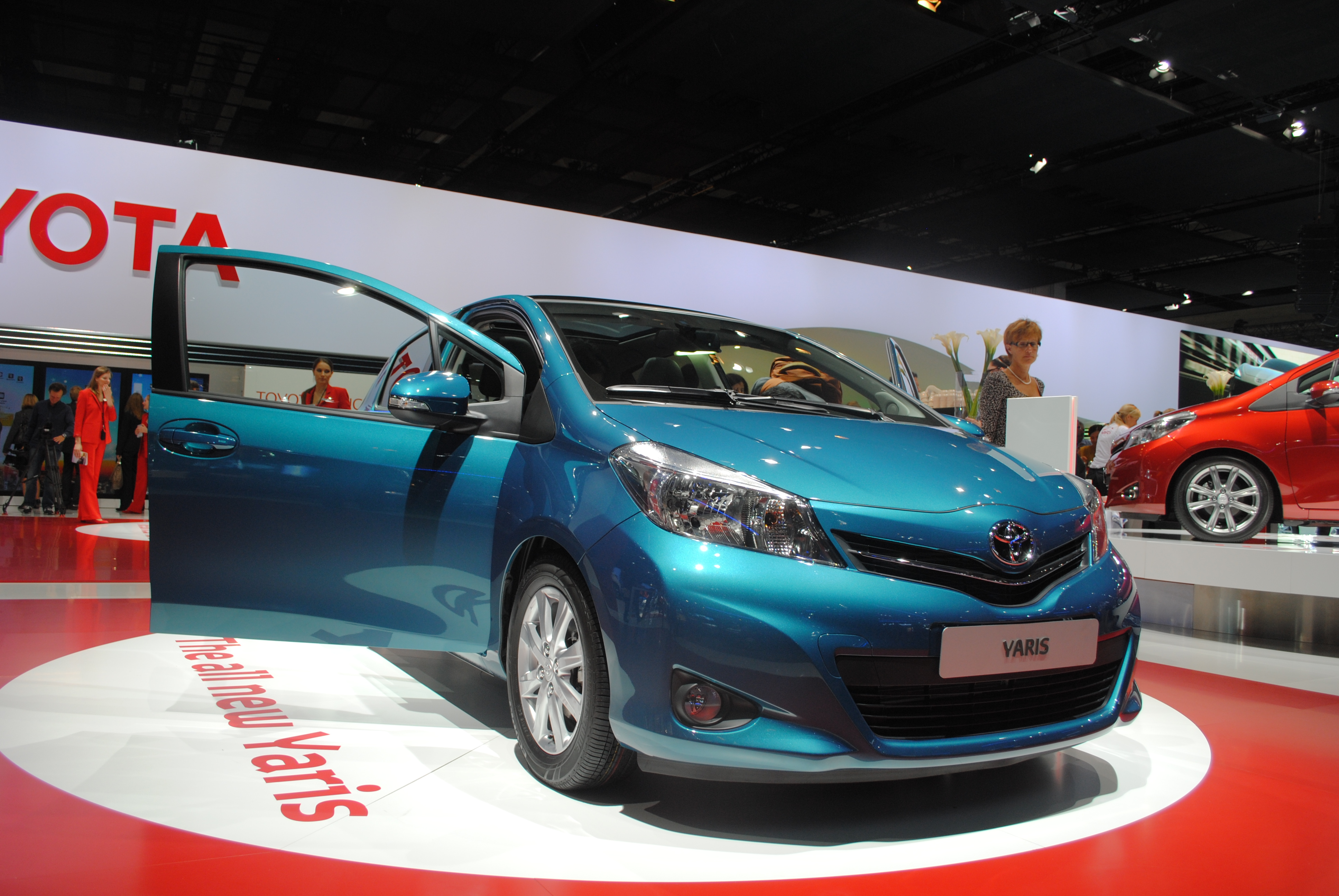
Vue avant
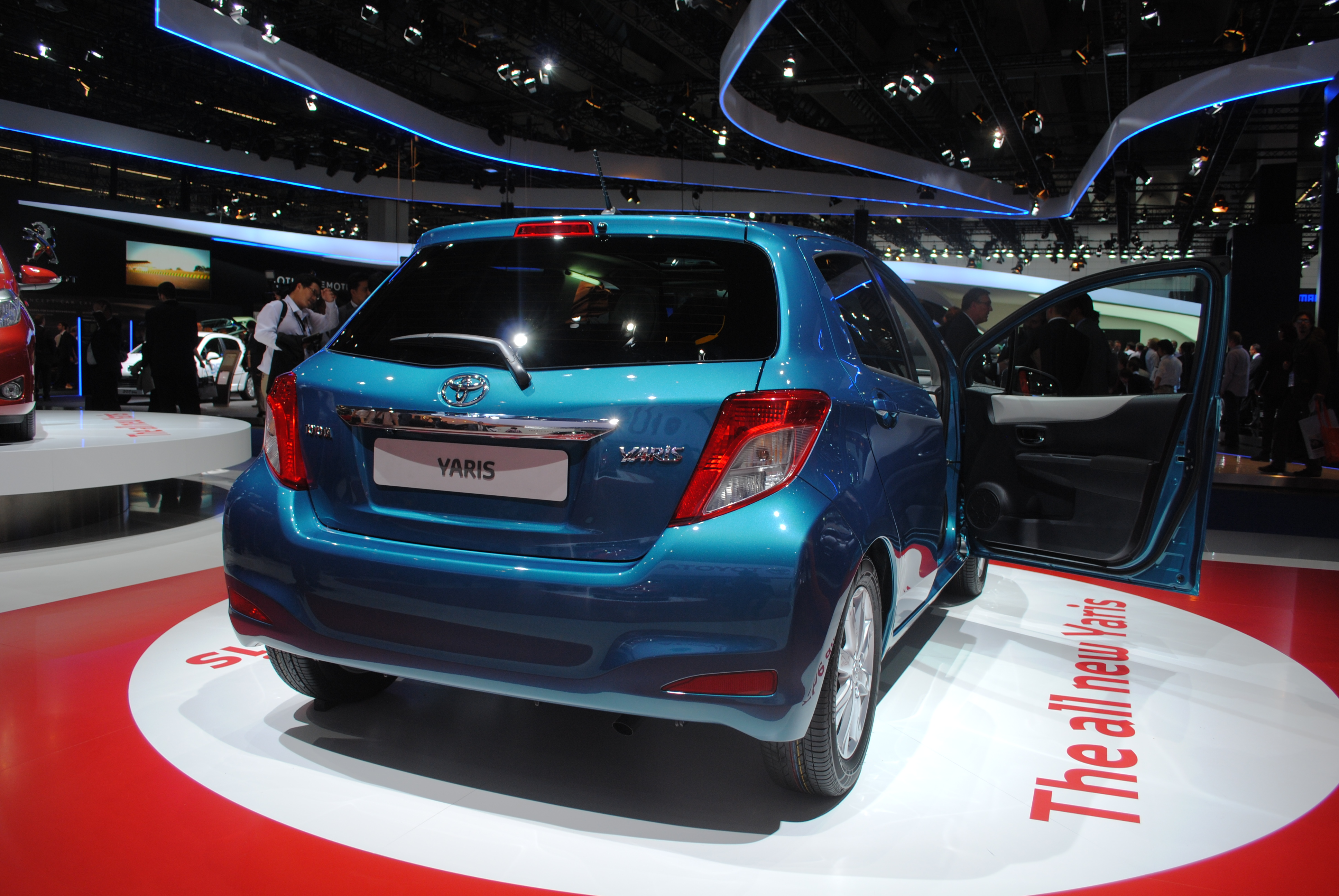
Vue arrière
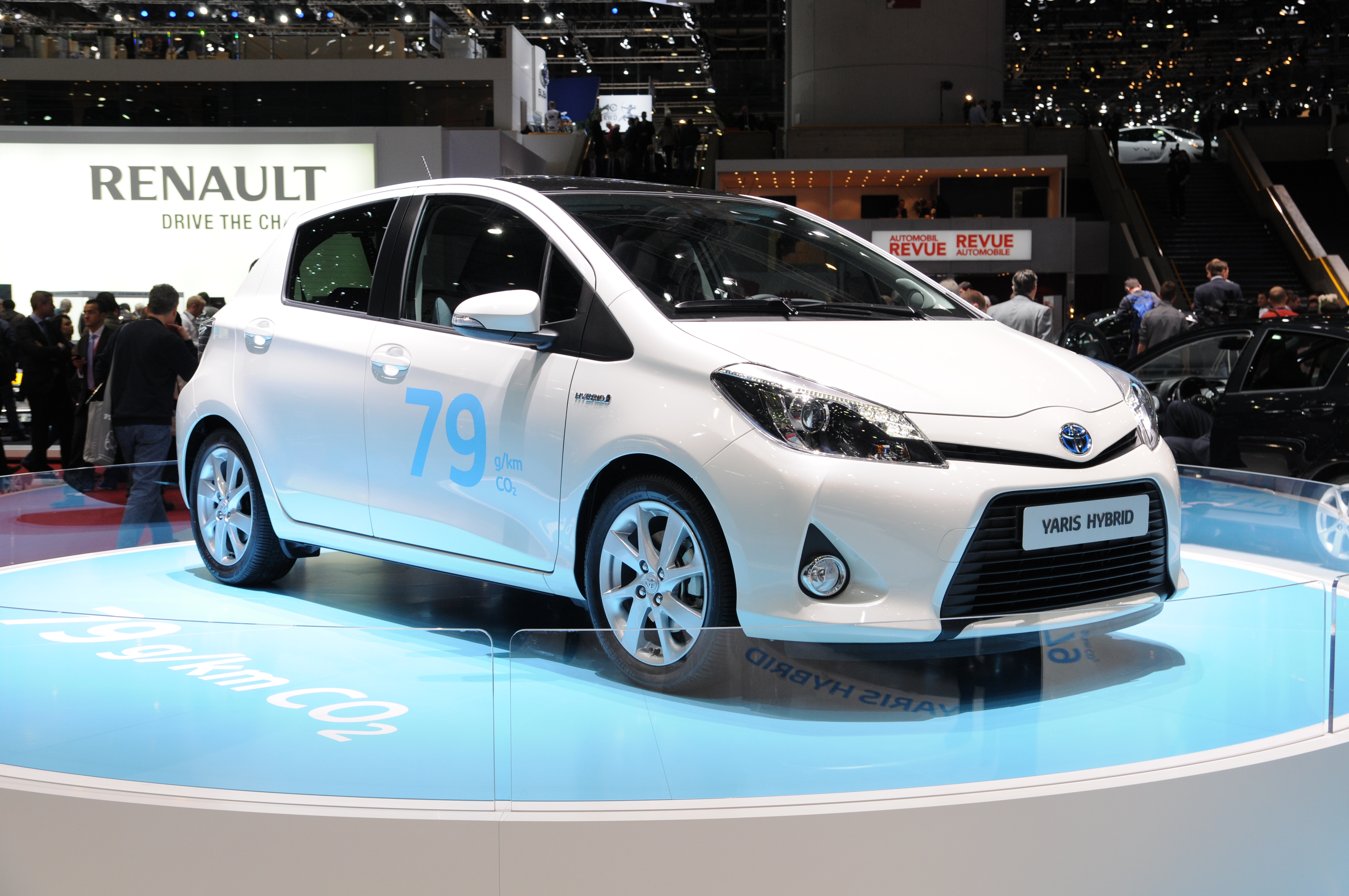
Vue avant (version Hybrid)
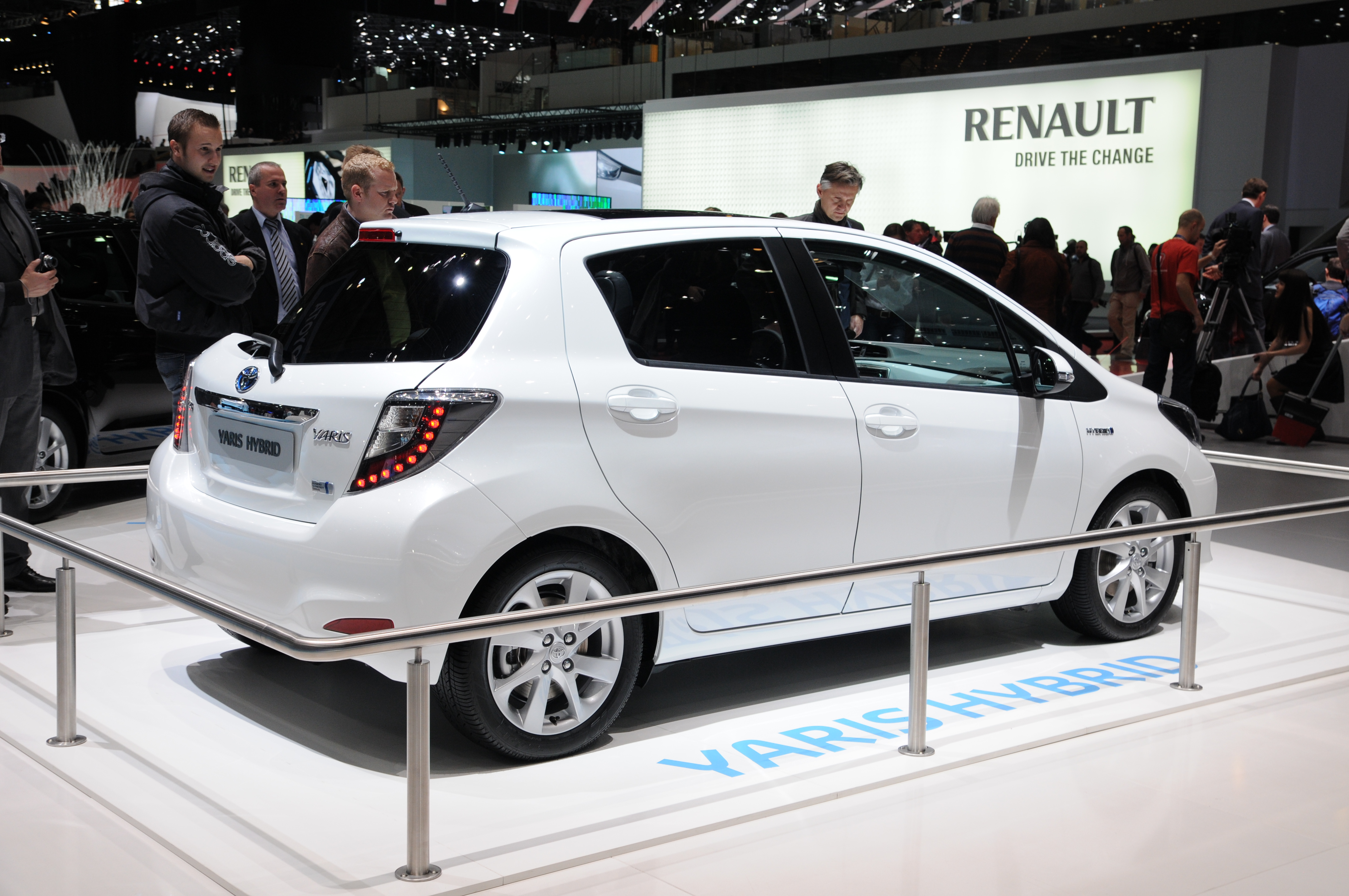
Vue arrière (version Hybrid)

En 2014, la Yaris a été restylée : les phares, les boucliers et les feux arrière sont redessinés.

Phase 2
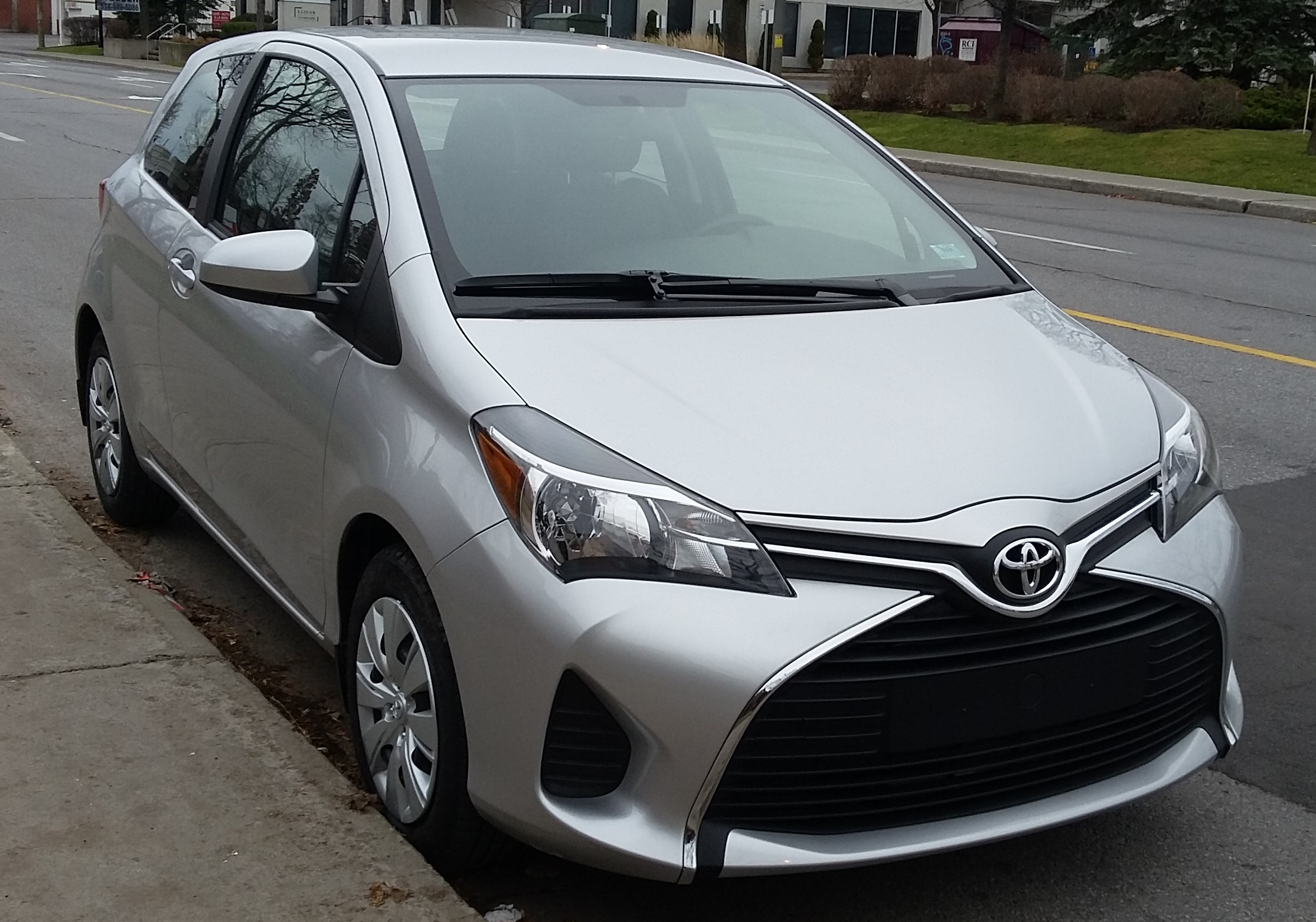
Vue avant
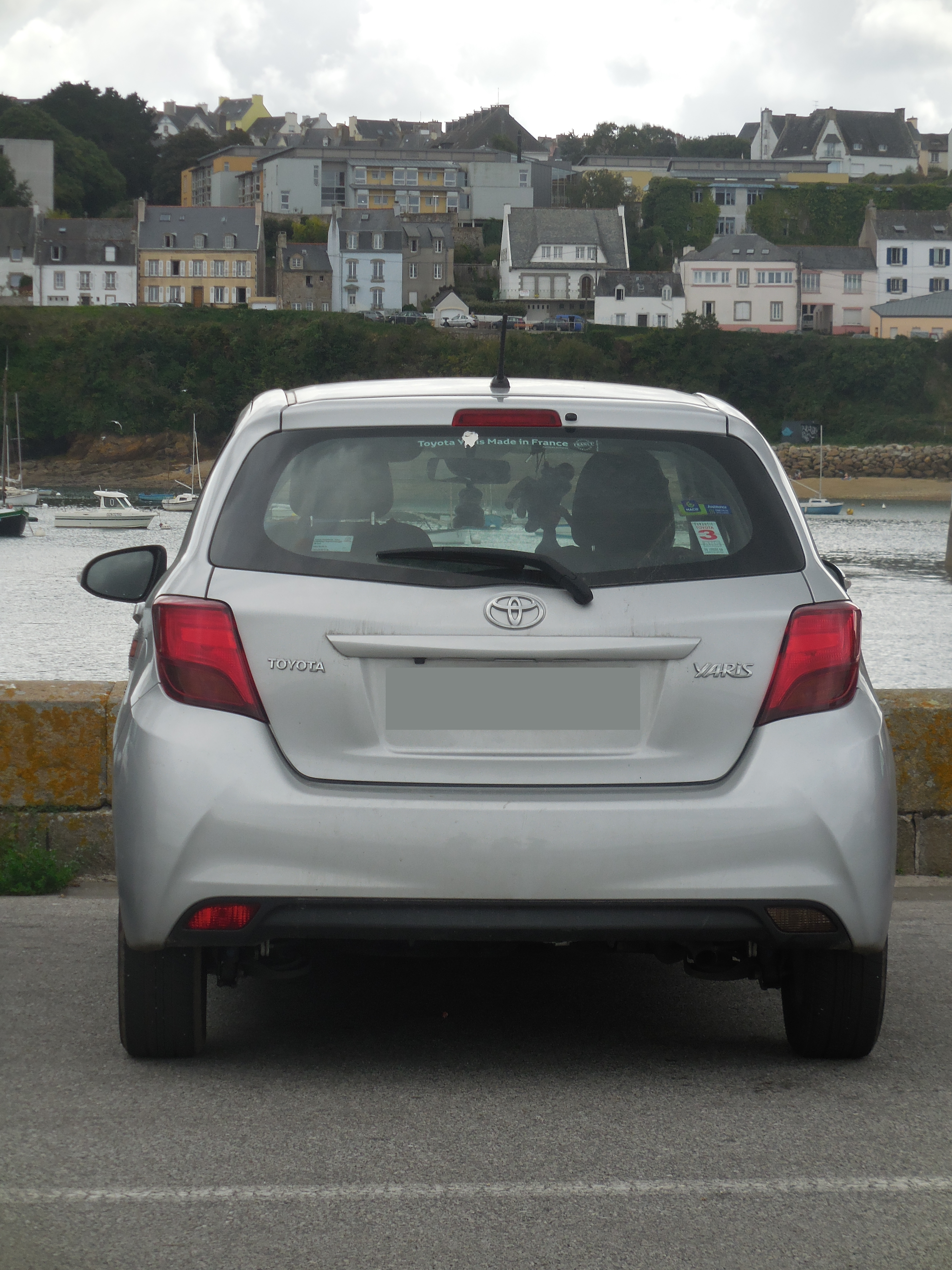
Vue arrière

Pour 2017, elle se remaquille au Salon de Genève 2017 avec une calandre redessinée, une entrée d'air agrandie et des feux arrière étirés sur le hayon.

Phase 3
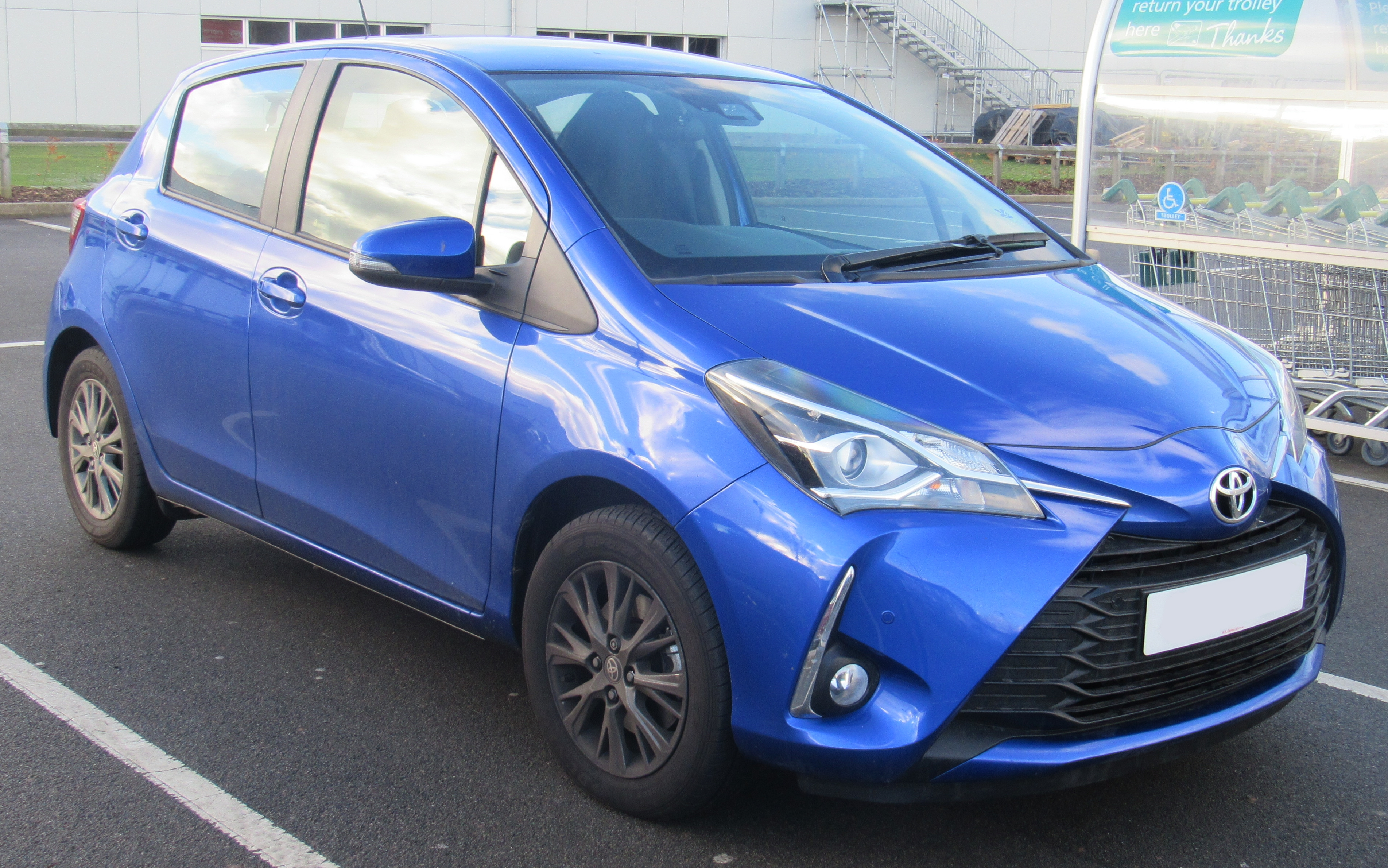
Vue avant
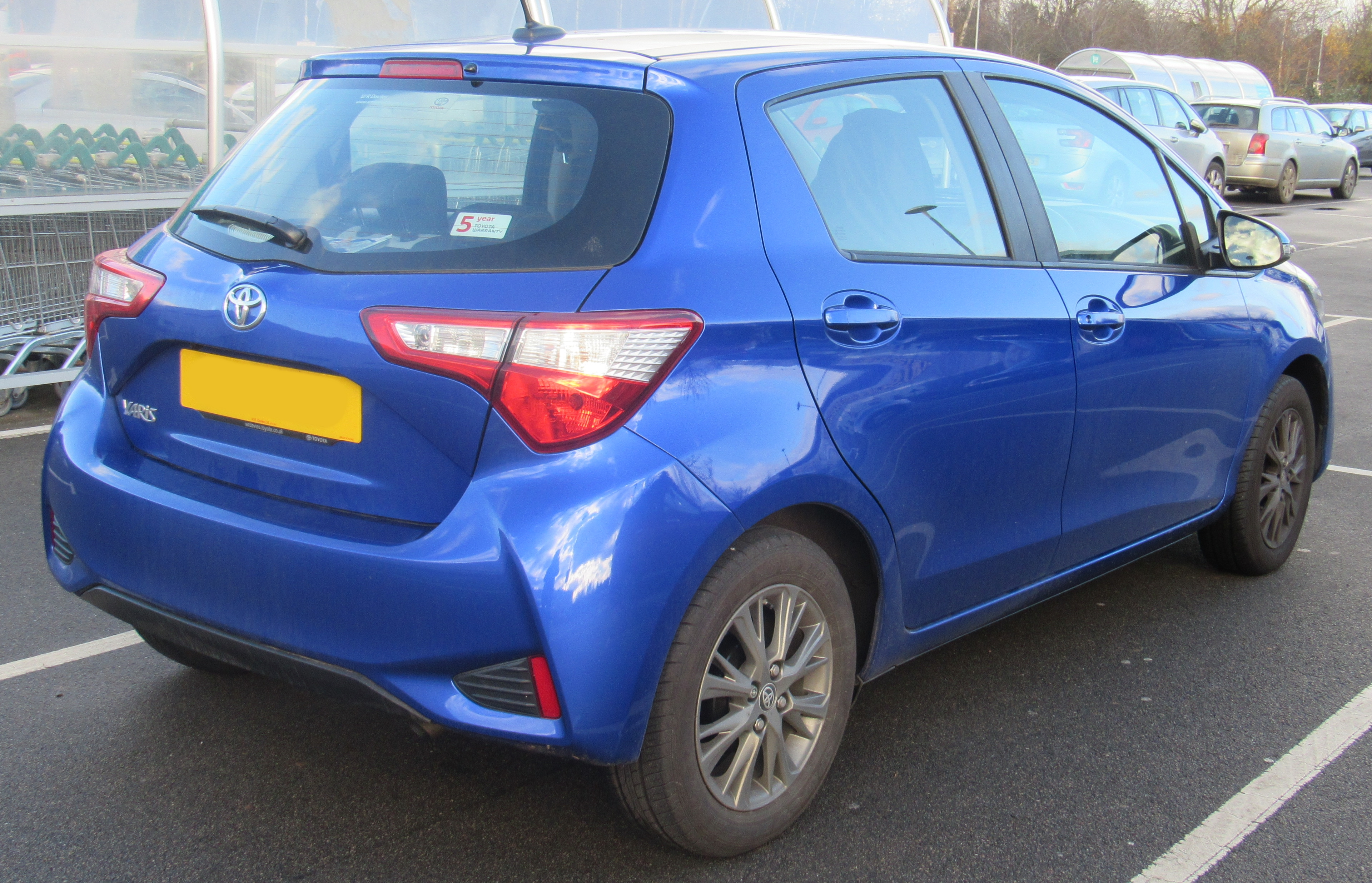
Vue arrière

### Hybride (HSD)

Yaris III HSD
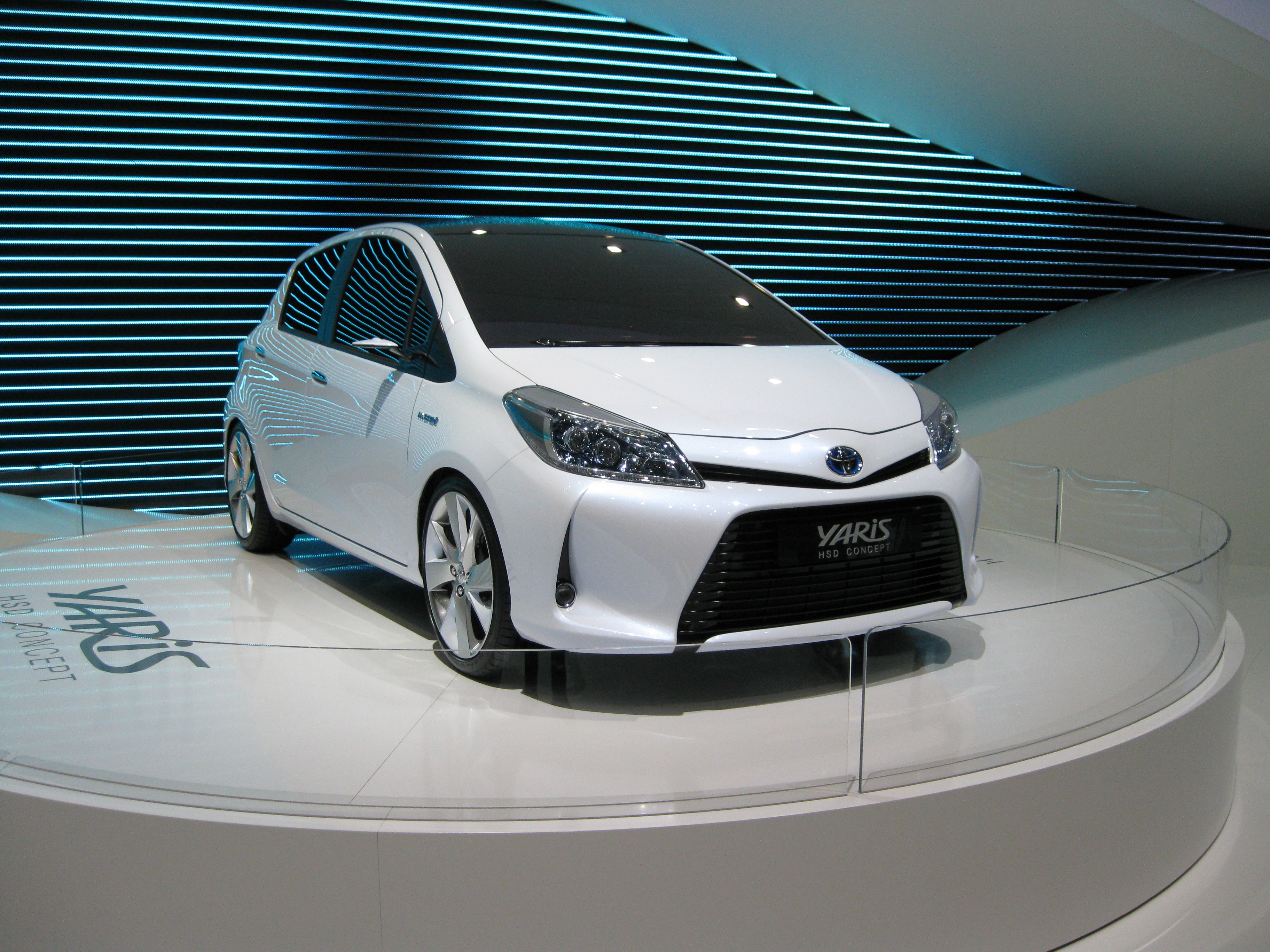
Toyota Yaris HSD Concept au salon de Genève en 2011
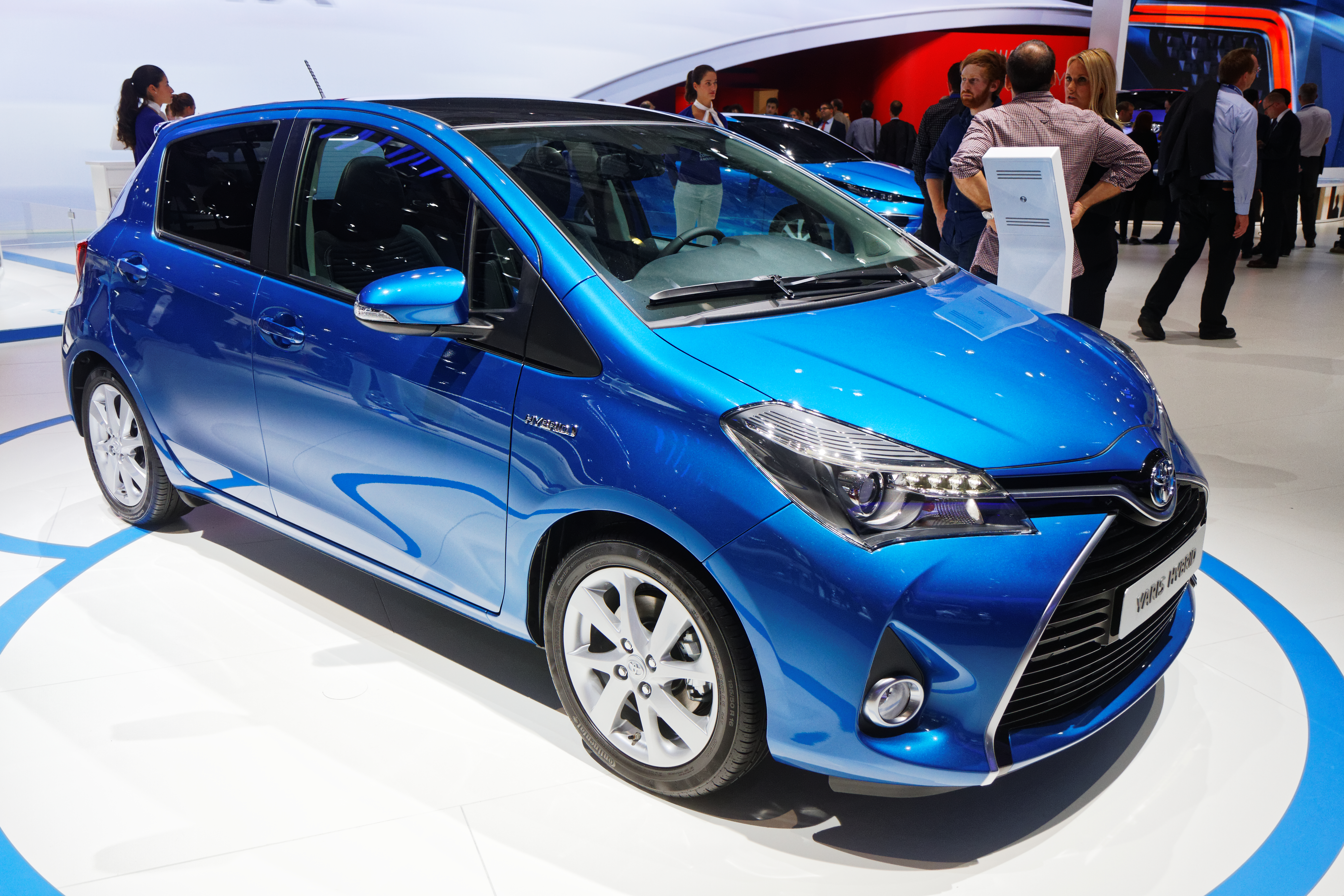
Toyota Yaris III HSD Phase II
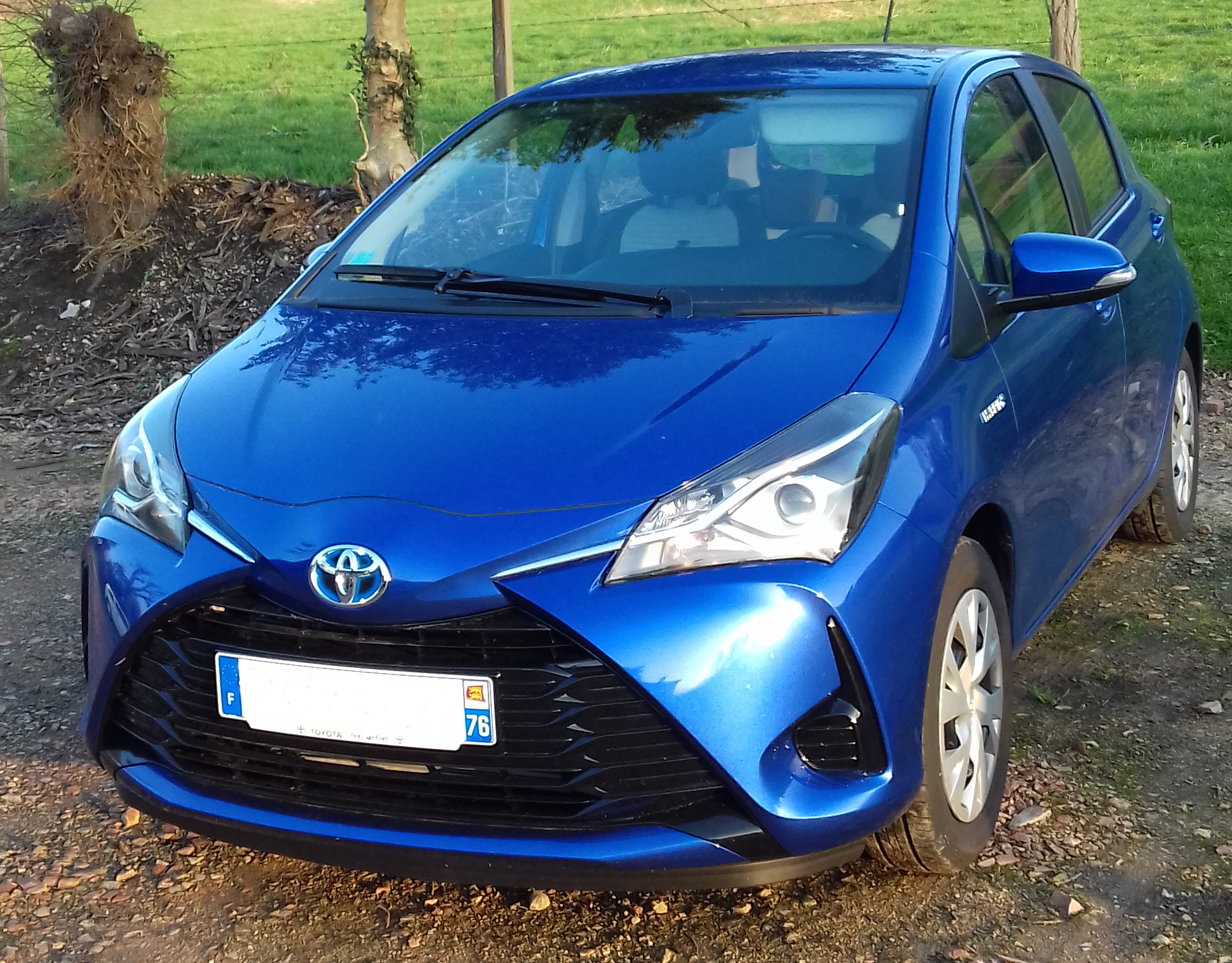
Toyota Yaris III « 100H » Ph III finition « France » 2017

La version hybride (HSD) de la Yaris III, (1 085 kg) est commercialisée depuis juin 2012 en Europe.
Son Cx est de 0,286. Son coffre de 286 dm3 a le même volume que sur les autres versions. Son moteur essence a une cylindrée de 1,5 l (4 cylindres en ligne, 16 S à cycle d'Atkinson) et fournit 74 ch à 4 800 tr/min (couple max 111 N m entre 3 600 et 4 600 tr/min). Le réservoir est de 36 litres. Son moteur électrique développe 45 kW (61 ch) et 169 N m. La Yaris récupère l'énergie au freinage ainsi que lors des décélérations. La puissance combinée est de 100 ch. La batterie d'accumulateurs technologie NiMH se situe sous la banquette arrière.
La transmission est totalement automatisée, pilotée par un calculateur et une électronique de puissance via les moteurs électriques, (Électrique Continuously Variable Transmission, système HSD). Le mode électrique est limité : par la capacité de la batterie à environ 2 km et par la cinématique de la transmission à 70 km/h. Elle a trois modes de conduite (électrique, éco et normal). La Yaris hybride rejette 28 % de moins de CO2 que la version non hybride essence d'un litre de cylindrée (79 g contre 110 g). L'absence de courroies notamment de distribution, d'embrayage, de démarreur, d'alternateur ainsi que les sollicitations réduites des plaquettes de frein (du fait du freinage électrique) permettent une minimisation des coûts de maintenance par rapport aux modèles classiques.
La Yaris hybride se distinguait en 2012 de la non-hybride par la calandre trapézoïdale et les phares.
Elle bénéficie de la présence d'un écran (GPS en option, radio et téléphone) de 6,1 pouces, d'une caméra de recul, d'une climatisation automatique deux zones et d'un démarrage sans clé avec un bouton.

### Yaris GRMN
Au salon de Genève 2017, Toyota présente une version sportive de sa Yaris, la Yaris GRMN. Elle se démarque par son bouclier avant acéré, son becquet arrière et sa sortie d'échappement centrale. Elle possède un moteur 1.8 à compresseur qui développe 210 ch et concurrencera les Renault Clio RS, Peugeot 208 GTi et Ford Fiesta ST. Elle est fabriquée à 200 exemplaires pour le Japon et 400 exemplaires pour l'Europe, dont 19 pour la France, 22 en Belgique et 50 en Suisse. Toutes ces unités sont fabriquées de la fin 2017 au début de l'année 2018 à l'usine TMMF d'Onnaing.

### Version US
La version américaine de la Yaris III (non Hybride) est fabriquée à l'usine d'Onnaing près de Valenciennes depuis le 16 mai 2013,[source secondaire nécessaire]. Les différences avec les versions européennes sont minimes :
- moteur essence 1 500 cm3 au lieu de 1 300 cm3 avec boîte manuelle 5 vitesses ou automatique 4 vitesses ; pas de moteur diesel ni de version hybride ;
- accessoire obligatoire aux États-Unis : un Contrôle automatique de la pression des pneus ;
- répétiteurs de clignotants sur les phares côté aile au lieu des rétroviseurs[33].

Aux États-Unis et au Canada, la Yaris Hybride n'existe pas, elle est remplacée par la Prius C (assemblée au Japon).

### Motorisations
- 1.0 VVT-i 69ch (51 kW) essence
- 1.4 D4-D 90ch (66 kW) diesel
- 1.3 VVT-i 99ch (74 kW) essence
- 1.5 VVT-i 110ch (82 kW) essence
- HSD : 1.5 VVT-i 75ch (54 kW) essence + électrique (45 kW)

Évolution 2017 pour l'Europe : suppression des motorisations : 1.4 D4-D et 1.3 VVT-i
|                                  | 1.0 VVT-i            | 1.3 VVT-i                  | 1.5 VVT-i                                      | 1.4 D4-D             | HSD                               |
| -------------------------------- | -------------------- | -------------------------- | ---------------------------------------------- | -------------------- | --------------------------------- |
| Moteur                           | 3-cylindres en ligne | 4-cylindres en ligne       | 4-cylindres en ligne                           | 4-cylindres en ligne | 4-cylindres en ligne + électrique |
| Cylindrée (cm3)                  | 998                  | 1 329                      | 1 496                                          | 1 364                | 1 497                             |
| Puissance maximale kW (ch)       | 51 (69)              | 74 (99)                    | 82 (111)                                       | 66 (90)              | En cumulé : 74 (100)              |
| Couple maximal (N m)             | 95 à 4 300-6 000     | 125                        | 136 à 4 400                                    | 205 à 1 400-3 800    | En cumulé : 169                   |
| Boîte de vitesses                | manuelle 5 vitesses  | manuelle 6 vitesses ou CVT | manuelle 6 vitesses ou CVT                     | manuelle 6 vitesses  | e-CVT                             |
| Vitesse maximale (en km/h)       | 155                  |                            | 175                                            | 175                  | 165                               |
| 0-100 km/h (en s)                | 15.3                 |                            | 11.0 (Boîte manuelle) 11.2 (Boîte automatique) | 10.8                 | 11.8                              |
| Consommation (en ℓ/100 km) mixte | 4.3                  |                            | 4.8 (BM) 4.7 (BA)                              | 3.5                  | 3.3 - 3.6                         |
| Émissions de CO2 (en g/km)       | 99                   |                            | 105                                            | 91                   | 75 - 82                           |

### Finitions
En France
- Active
- France
- Dynamique
- Style
- Design
- Collection
- Chic
- France Business
- Design Y20
- Ultimate

#### Séries spéciales
- Collection Jaune (Hybride)
- Cyan Édition
- Y20
- GR Sport
- 20e Anniversary

## Quatrième génération (2020-)
La Yaris IV est présentée en octobre 2019 avant l'ouverture du Salon de l'automobile de Tokyo 2019 pour une commercialisation au Japon dès février 2020. La version européenne est produite dans l'usine Toyota d'Onnaing à partir du 6 juillet 2020. Le 1er mars 2021, elle est élue « voiture de l'année 2021 ».
En avril 2020, Toyota présente la Yaris Cross, un crossover urbain basé sur la Yaris IV.

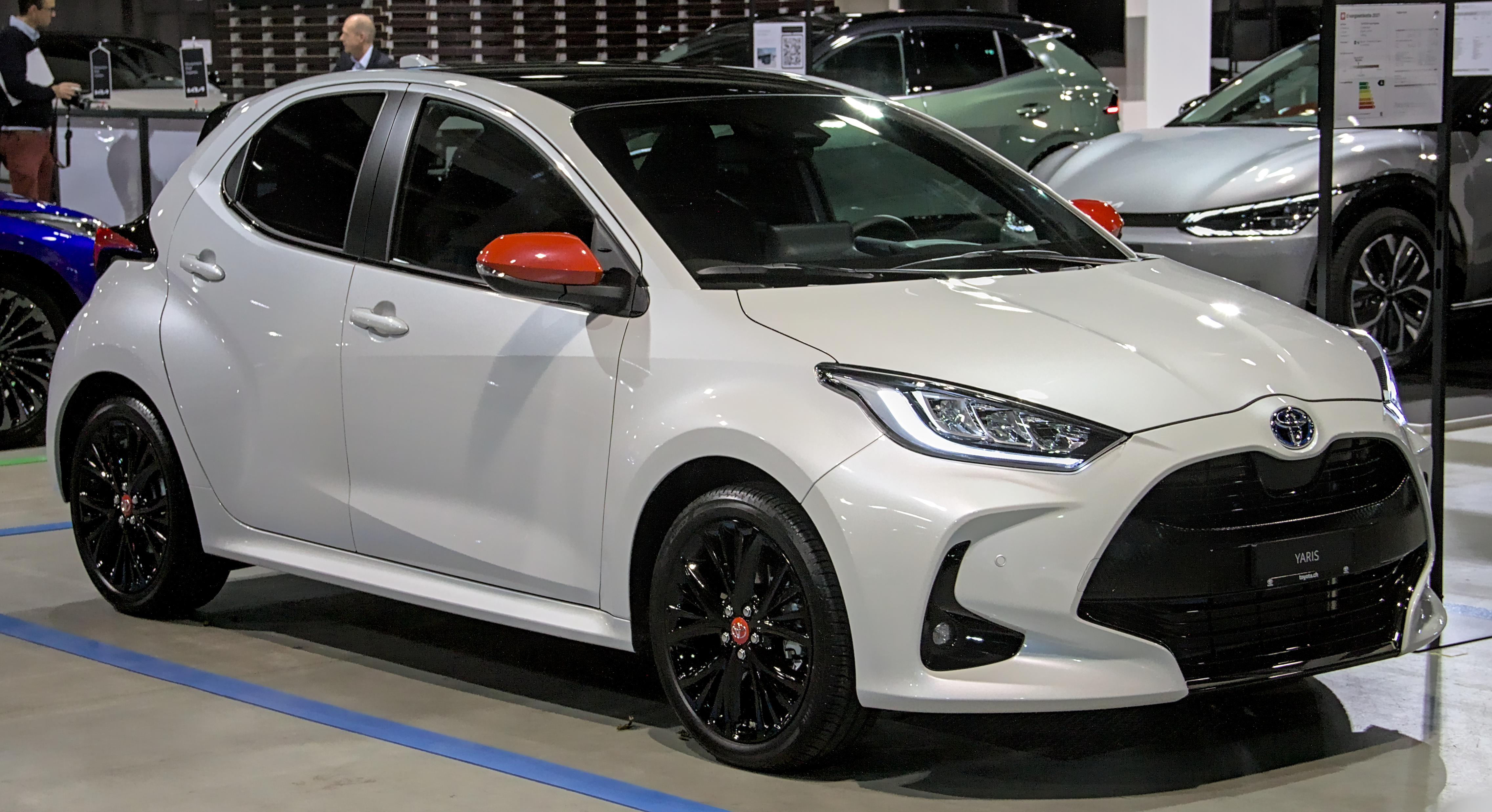
Vue de l'avant
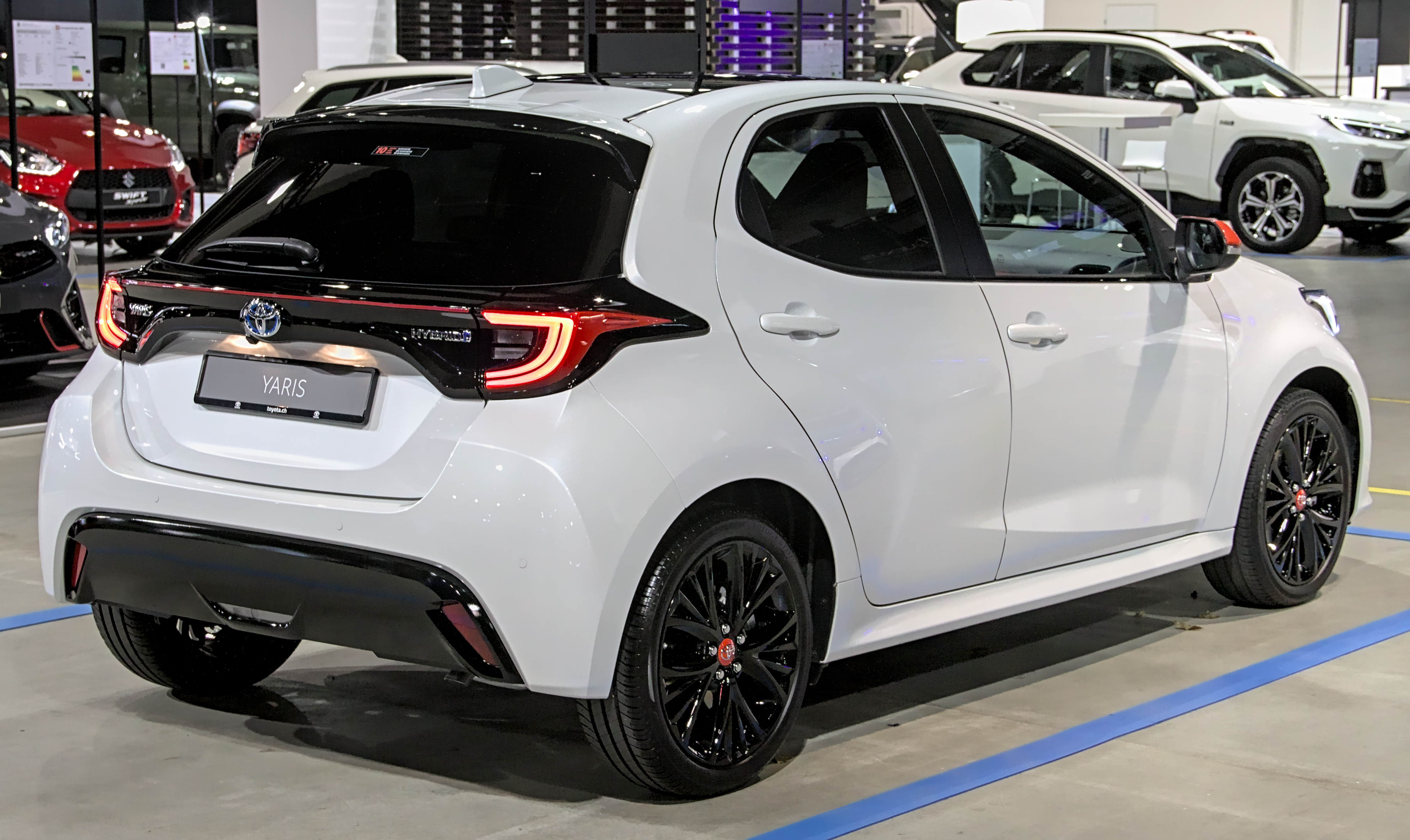
Vue de l'arrière

Phase 2
En 2024, la Yaris bénéficie d'un léger restylage, accompagné d'une importante mise à jour technologique, de nouvelles teintes de carrosserie et d'une nouvelle motorisation hybride constitué d'un 3-cylindres atmosphérique 1.5 L à cycle Atkinson, couplé à un moteur électrique et à une batterie lithium-ion pour une puissance cumulée de 130 ch.

### Design
Cette quatrième génération de Yaris est dessinée en France, au centre de design Toyota ED2, situé à Sophia-Antipolis. C'est à Mario Majdandzic et Takayuki Nakajima qu'est attribué le design extérieur de cette Yaris,,,.

### Caractéristiques techniques
La quatrième génération de Yaris repose sur la plateforme technique GA-B dérivée de l'architecture modulaire TNGA.

### Motorisations
La Yaris IV hybride reçoit un nouveau moteur thermique (M15A FXE) trois cylindres Dynamic Force 1.5L à cycle Atkinson de 91 ch et 120 N m de couple, associé à un moteur électrique de 80 ch et 141 N m de couple, l'ensemble fournissant une puissance cumulée de 116 ch via la transmission e-CVT. La batterie d'accumulateurs est de technologie lithium-ion et se situe sous la banquette arrière avec la batterie 12 V     auxiliaire (dite « de démarrage »). 
Un moteur de même cylindrée (M15A FKS) de 120 ch et 145 N m est disponible sans hybridation avec une boîte manuelle à 6 rapports, ainsi qu'un trois cylindres 1.0L de 70 ch associé à une boîte manuelle à 5 rapports .
| Logo de Toyota               | Caractéristiques techniques | Caractéristiques techniques | Caractéristiques techniques                                 |
| Logo de Toyota               | 1.0L 70ch                   | 1.5L 120ch                  | 1.5L Hybride 116ch                                          |
| ---------------------------- | --------------------------- | --------------------------- | ----------------------------------------------------------- |
| Moteur                       | 3-cylindres                 | 3-cylindres                 | 3-cylindres                                                 |
| Code                         | 1KR FE                      | M15A FKS                    | M15A FXE                                                    |
| Admission                    | Atmosphérique               | Atmosphérique               | Atmosphérique                                               |
| Cylindrée (cm3)              | 999                         | 1 497                       | 1 497                                                       |
| Puissance maximale ch (kW)   | 70                          | 120                         | thermique : 91 (67) électrique : 80 (59) cumulée : 116 (85) |
| au régime de (tr/min)        | 6 000                       | 6 600                       | 5 500                                                       |
| Couple maximal (N m)         | 92                          | 145                         | cumulée : 169                                               |
| au régime de (tr/min)        | 4 400                       |                             | 4 800                                                       |
| Boîte de vitesses            | Manuelle 5 rapports (BVM5)  | Manuelle 6 rapports (BVM6)  | Variation continue (e-CVT)                                  |
| Transmission                 | Traction                    | Traction                    | Traction                                                    |
| Vitesse maximale (km/h)      | 160km/h                     |                             |                                                             |
| 0-100 km/h (s)               | 14.6                        | 9                           | 9.7                                                         |
| Consommation (ℓ/100 km)      | Moyenne:5.1 l/100km         |                             |                                                             |
| Émissions de CO2 (g/km)      | 113 g/km                    |                             |                                                             |
| Capacité du réservoir (en ℓ) | 35l                         | 35l                         | 35l                                                         |
| Masse à vide (kg)            |                             |                             | 1070                                                        |
| Norme environnementale       | Euro 6d Temp                | Euro 6d Temp                | Euro 6d Temp                                                |

### Finitions
- France[46]
- Design
- Collection
- Iconic
- Première
- GR Sport[47]

### GR Yaris
En décembre 2019, Toyota dévoile un teaser de la GR Yaris (encore camouflée), version sportive de la Yaris IV à quatre roues motrices grâce à un embrayage multidisque à commande électronique pilotée selon trois modes de conduite sélectionnant les répartitions avant/arrière : Normal (60/40), Track (50/50) ou Sport (30/70).
La GR Yaris pour Gazoo Racing est présentée officiellement au Tokyo Auto Salon le 10 janvier 2020. Elle se différencie de la Yaris de série avec ses 3 portes (contre 5), ses vitres sans encadrement, ses ailes élargies, son toit en carbone et un train arrière à double triangulation. Au contraire de la Yaris IV produite en France à Onnaing, elle est assemblée au Japon dans les ateliers de Motomachi dédié aux modèles Gazoo Racing.
La GR dispose d'un moteur 3-cylindres 1,6 litre turbocompressé à double injection (directe et indirecte) (G16E-GTS) de 261 ch pour 360 N m de couple (272 ch et 370 N m au Japon) accouplé à une boîte manuelle à six rapports.
| Logo de Toyota                                    | Caractéristiques techniques | Caractéristiques techniques                                |
| Logo de Toyota                                    | GR-FOUR 1.6                 | GR-FOUR 1.6                                                |
| ------------------------------------------------- | --------------------------- | ---------------------------------------------------------- |
| Disponibilité                                     | 2020 - 2023                 | 2024 -                                                     |
| Moteur                                            | 3-cylindres                 | 3-cylindres                                                |
| Type                                              | G16E-GTS                    | G16E-GTS                                                   |
| Alésage x course mm x mm                          | 87,5 x 89,7                 | 87,5 x 89,7                                                |
| Admission                                         | Turbocompresseur            | Turbocompresseur                                           |
| Cylindrée (cm3)                                   | 1 618                       | 1 618                                                      |
| Puissance maximale ch (kW)                        | 261                         | 280                                                        |
| au régime de (tr/min)                             | 6500                        | 6500                                                       |
| Couple maximal (N m)                              | 360                         | 390                                                        |
| au régime de (tr/min)                             | 3 000 à 4 600               | 3 250 à 4 600                                              |
| Boîte de vitesses                                 | Manuelle 6 rapports (iMT6)  | Manuelle 6 rapports (iMT6) Automatique 8 rapports (GRDAT8) |
| Transmission                                      | Intégrale                   | Intégrale                                                  |
| Vitesse maximale (km/h)                           | 230                         |                                                            |
| 0-100 km/h (s)                                    | 5.5                         |                                                            |
| Consommation (ℓ/100 km) urbain/extra-urbain/mixte | 6,7 / 8,2                   |                                                            |
| Émissions de CO2 (g/km)                           | 186                         |                                                            |
| Capacité du réservoir (ℓ)                         | 50                          | 50                                                         |
| Masse à vide (kg)                                 | 1 280                       | 1 280                                                      |
| Norme environnementale                            | Euro 6d Full                | Euro 6d Full                                               |

#### Finitions
- Premium[53] :
  - affichage tête haute ;
  - différentiel glissement limité
  - double sortie d’échappement ;
  - écran tactile de 8,8 pouces ;
  - jantes en alliage de 18 pouces ;
  - radars de stationnement AV et AR ;
  - sellerie Alcantara ;
  - système audio premium JBL ;
  - système de navigation ;
  - transmission GR-Four ;
  - volant Sport.

- Track :
  - différentiel Torsen sur chaque essieu
  - étriers de freins rouges
  - freins arrière Sport
  - jantes de 18 pouces forgées
  - suspensions circuit

Séries spéciales
Deux séries spéciales RZ sont proposées au lancement :
- RZ « First Edition », avec kit aérodynamique peint en noir.
- RZ « High-Performance First Edition », avec des jantes BBS noires mat en aluminium forgé.
- GR Yaris Edition Ogier (2024)[54]
- GR Yaris Edition Rovanperä (2024)

Séries limitées
- Toyota Yaris GR Sport GT7 Edition (2022), 100 exemplaires, uniquement en Espagne[55].
- Toyota Yaris TGR Italy Limited Edition, hommage à la Toyota Corolla Coupé de 1973, et limitée à 51 exemplaires en Italie[56].

## Origine France Garantie
La Toyota Yaris est produite dans l'usine Toyota d'Onnaing, près de Valenciennes depuis 2001. En 2012, avec la troisième génération, elle est la première voiture à obtenir le label « Origine France Garantie ». Elle réédite en 2020 avec la quatrième génération. Fin 2021, la Yaris perd le label, la majorité de la production de la Yaris européenne étant transférée en Tchéquie à TMMCZ, afin que l'usine française TMMF puisse faire place à l'arrivée sur les chaînes d'assemblage du nouveau Yaris Cross.

## Autres utilisations de l'appellation Toyota Yaris

### Citadine sur une base de Mazda 2 III en Amérique du Nord
De 2015 à 2020, en Amérique du Nord, Toyota utilise l'appellation Toyota Yaris pour désigner des citadines rebadgées sur une base de Mazda 2 de troisième génération à 4 portes et 5 portes. Selon les pays et la carrosserie désignée, on retrouve plusieurs appellations : Toyota Yaris Hatchback, Toyota Yaris iA, Toyota Yaris Sedan et Toyota Yaris R.

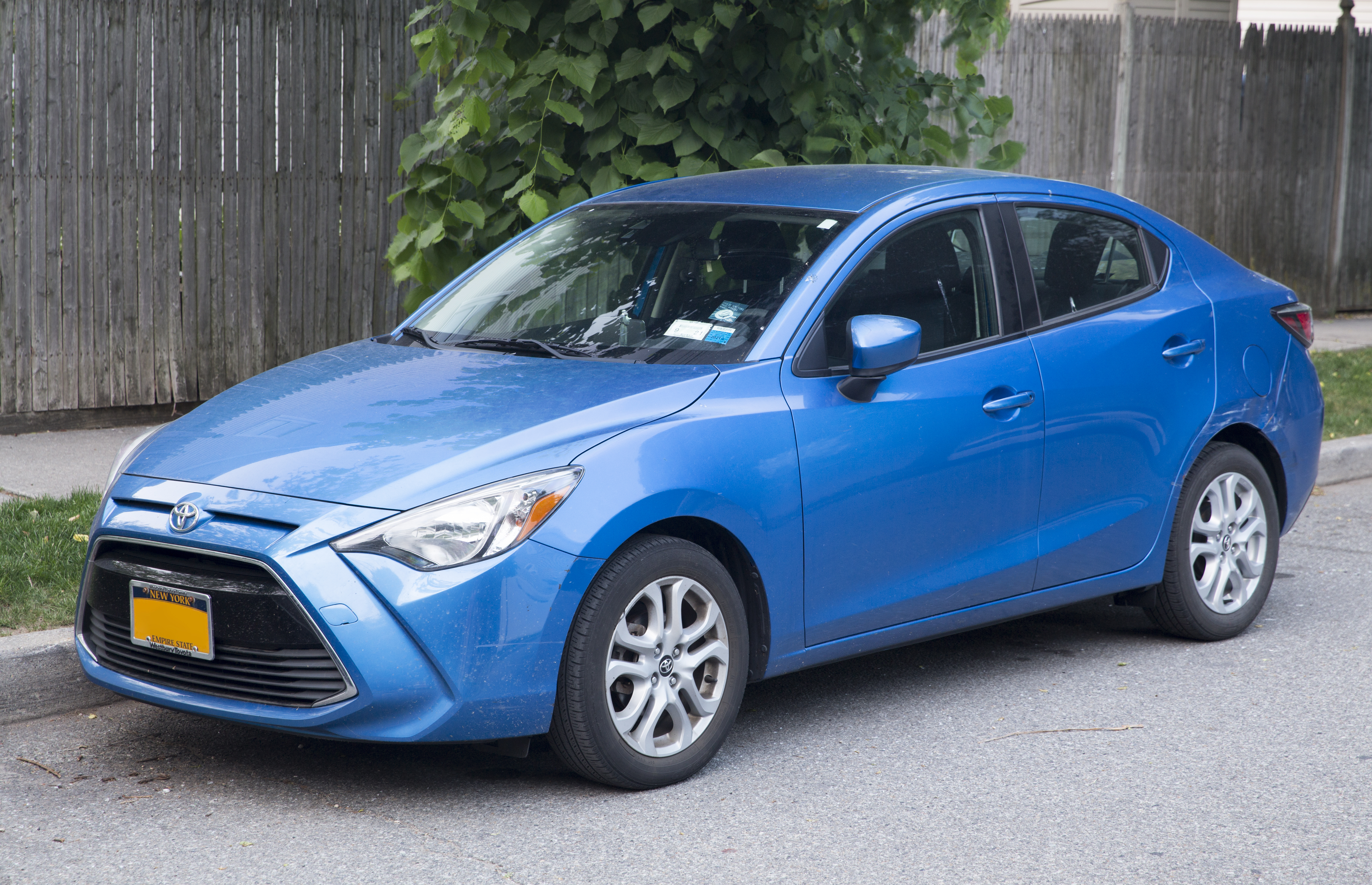
Toyota Yaris iA
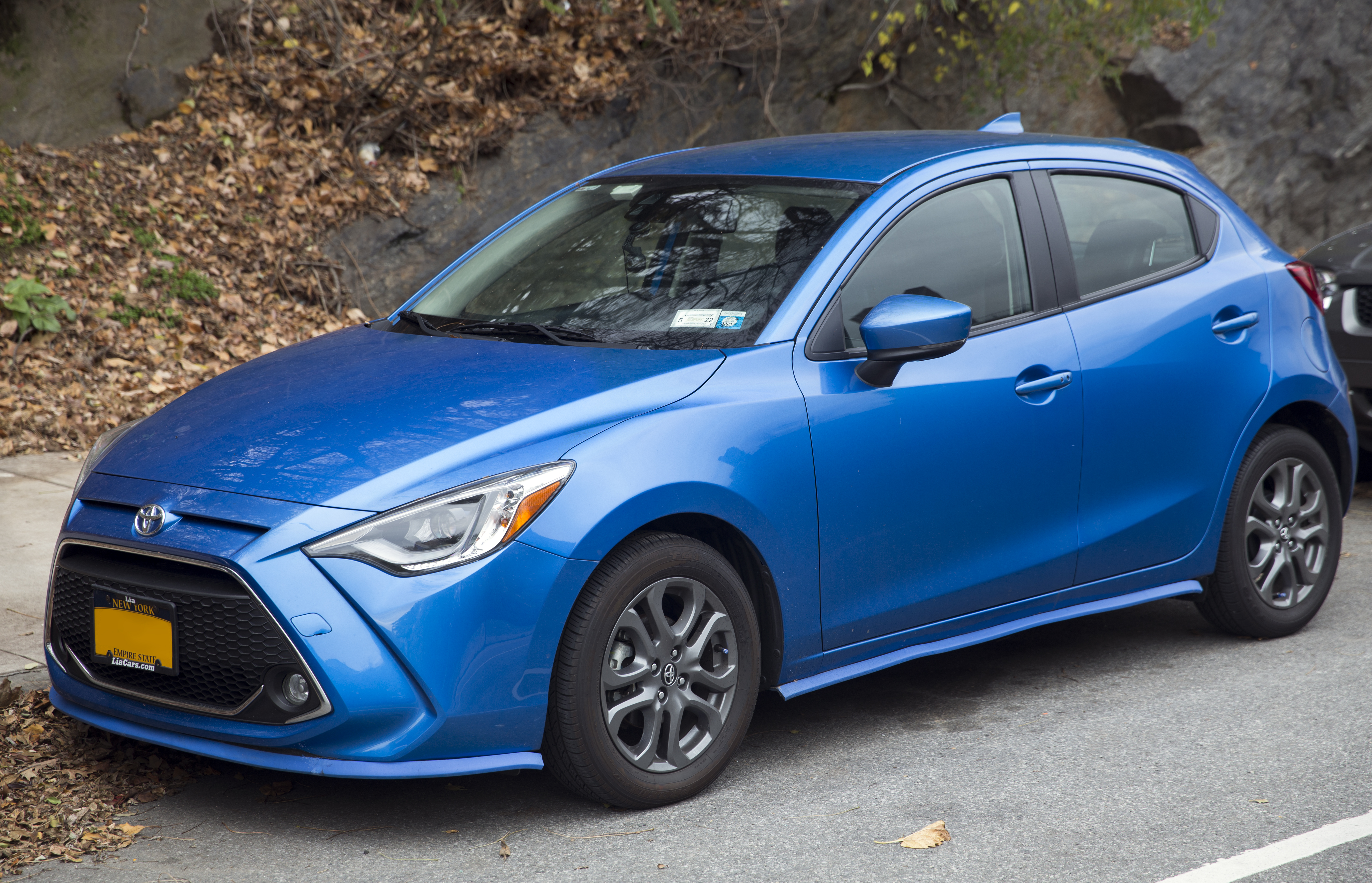
Toyota Yaris Hatchback
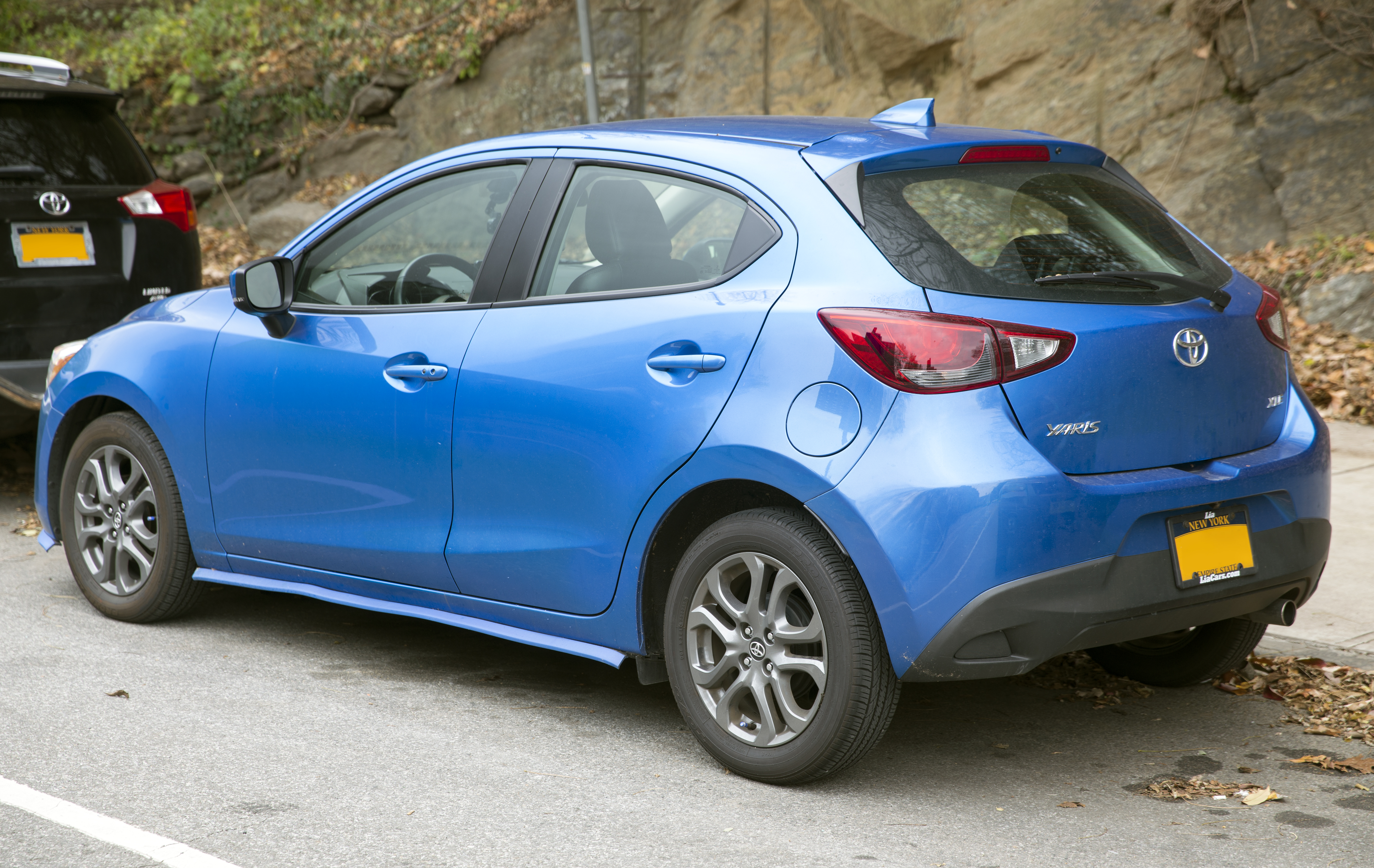
Toyota Yaris Hatchback

### Citadine à bas coût pour les marchés émergents
Sur les marchés émergents, Toyota propose une citadine à bas coût, disponible en carrosserie 4 portes et 5 portes. Dans de nombreux pays, ce modèle s'appelle Toyota Vios, mais sur certains marchés, d'autres noms sont utilisés tels que Yaris, Yaris L, Yaris Ativ, Yaris Advance ou encore Yaris Sedan.
Il existe également une version crossover du modèle à 5 portes, qui est commercialisé selon le pays sous les noms de Yaris Heykers, Yaris Cross, Yaris Crossover, Yaris, X Way, Yaris X-Urban ou encore Yaris L X.
- Toyota Yaris XP150 (2013 - )

Toyota Yaris XP150 (2013 -)
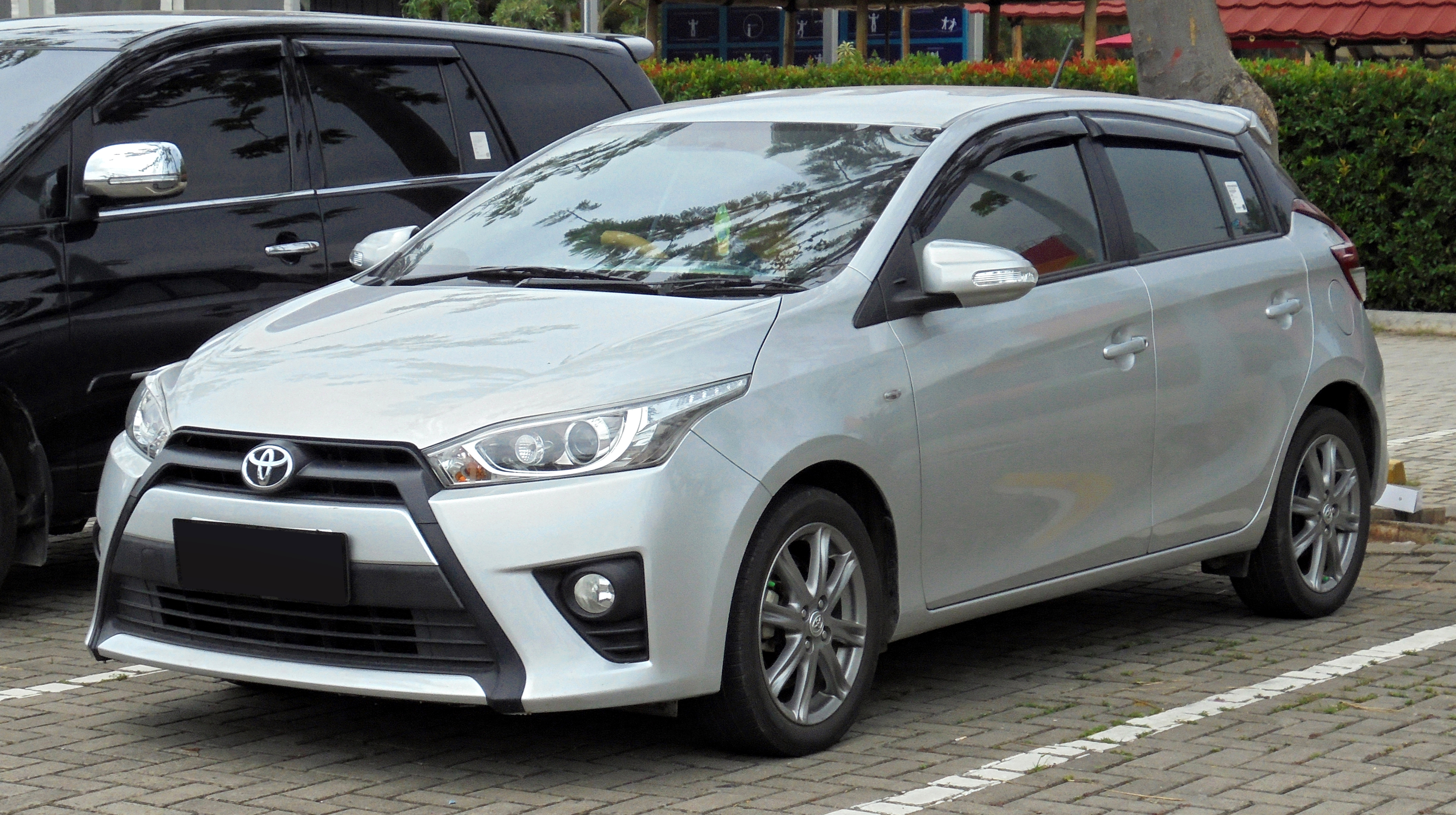
Toyota Yaris XP150 phase 1 5 portes
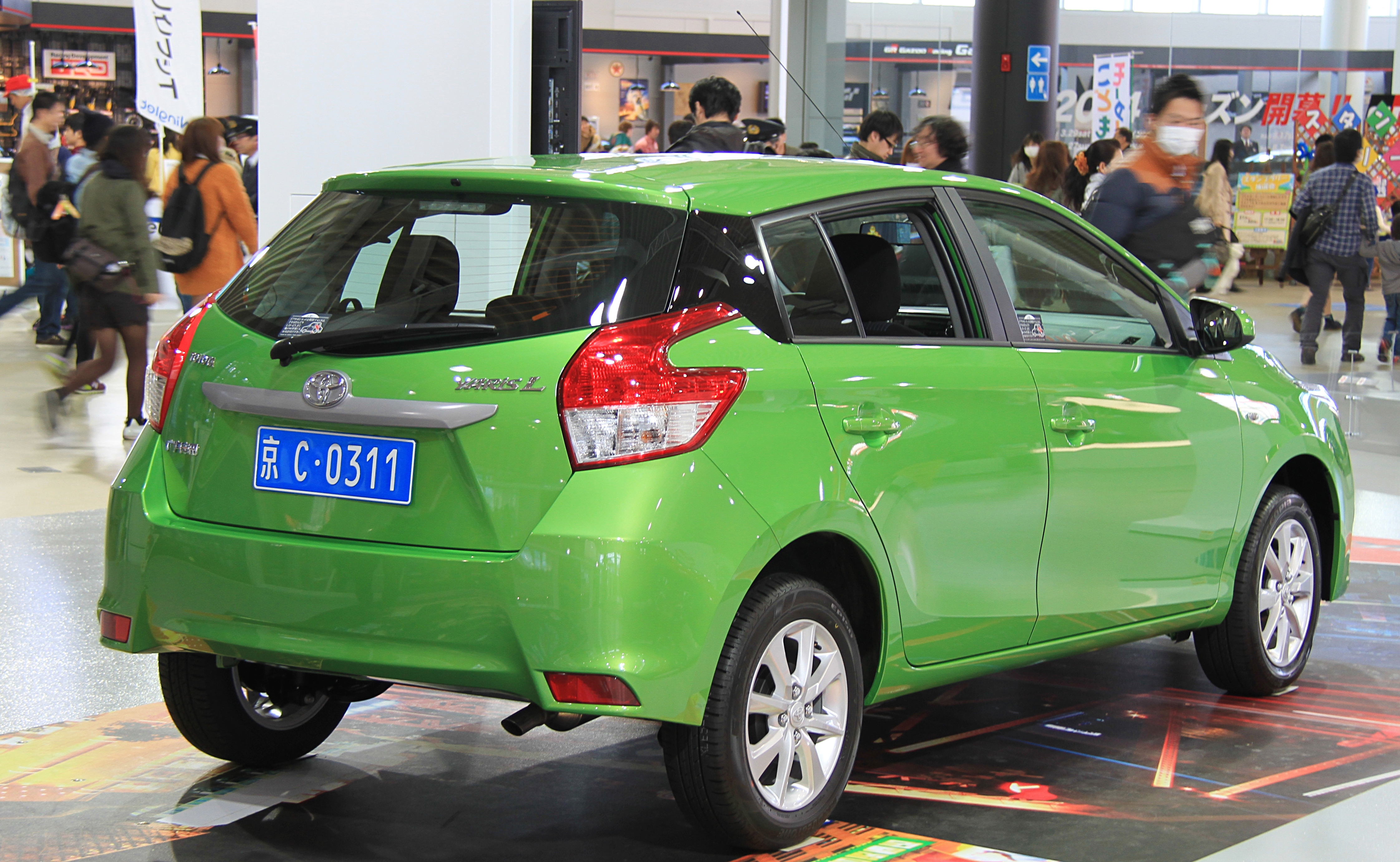
Toyota Yaris XP150 phase 1 5 portes
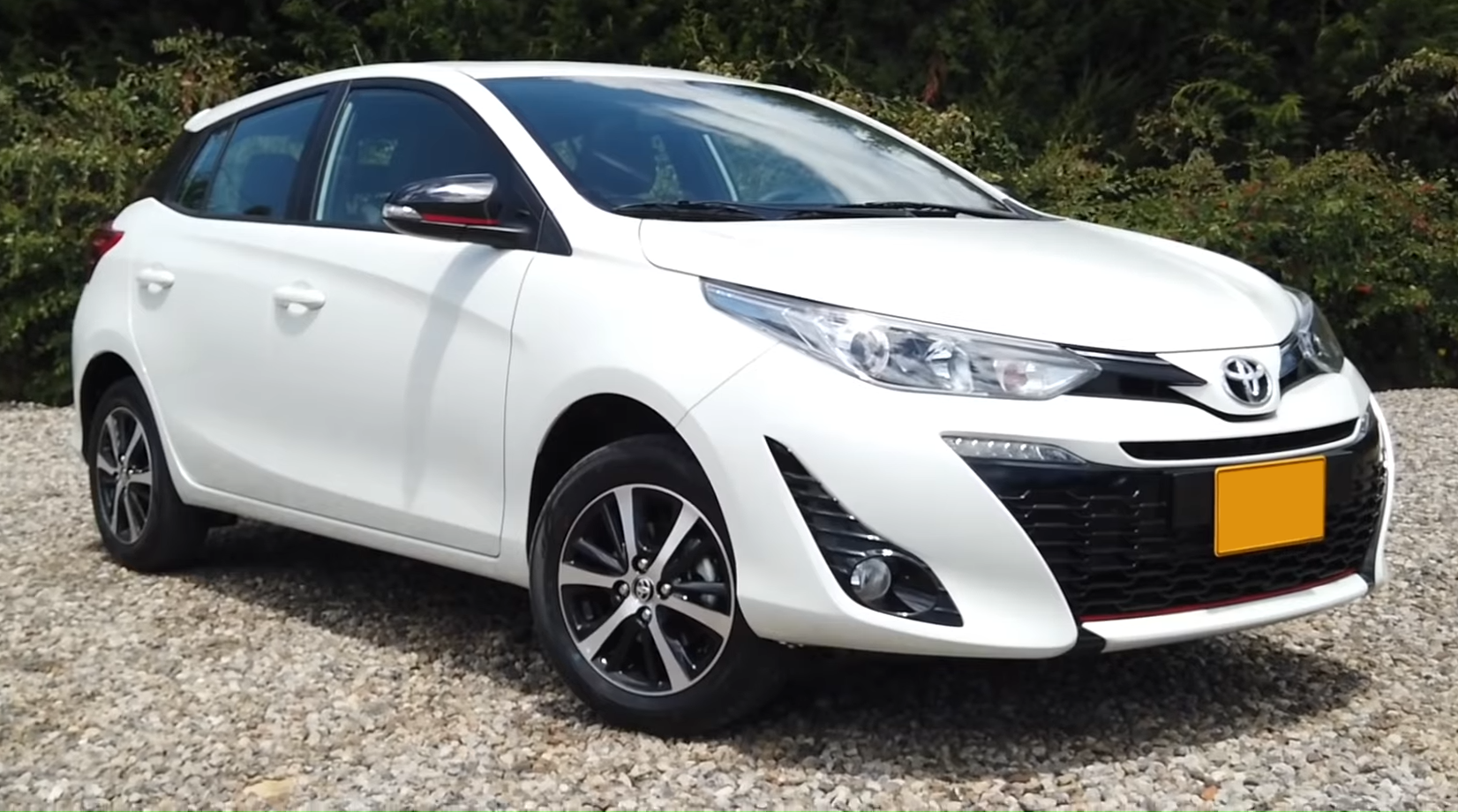
Toyota Yaris XP150 phase 2 5 portes
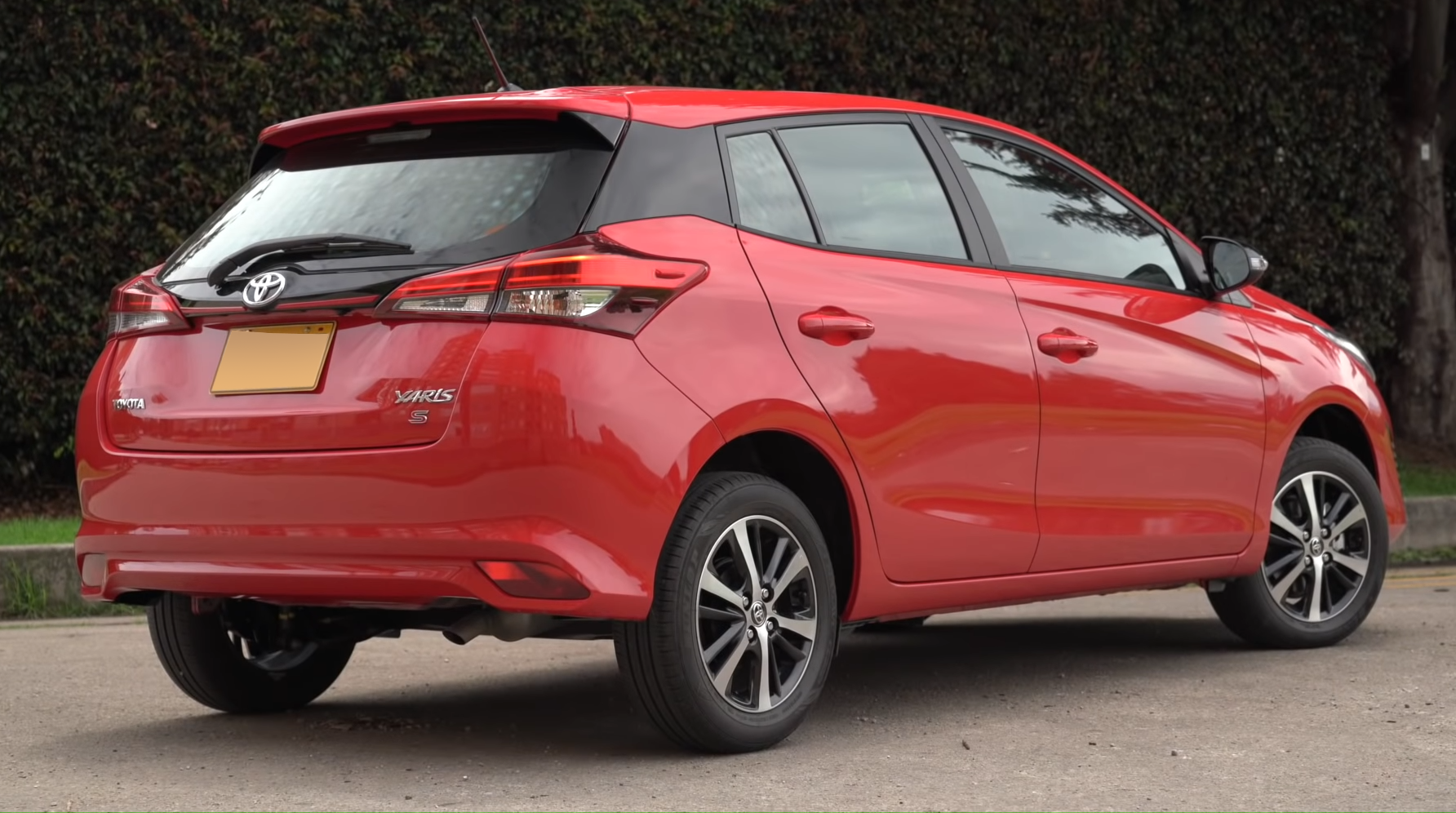
Toyota Yaris XP150 phase 2 5 portes
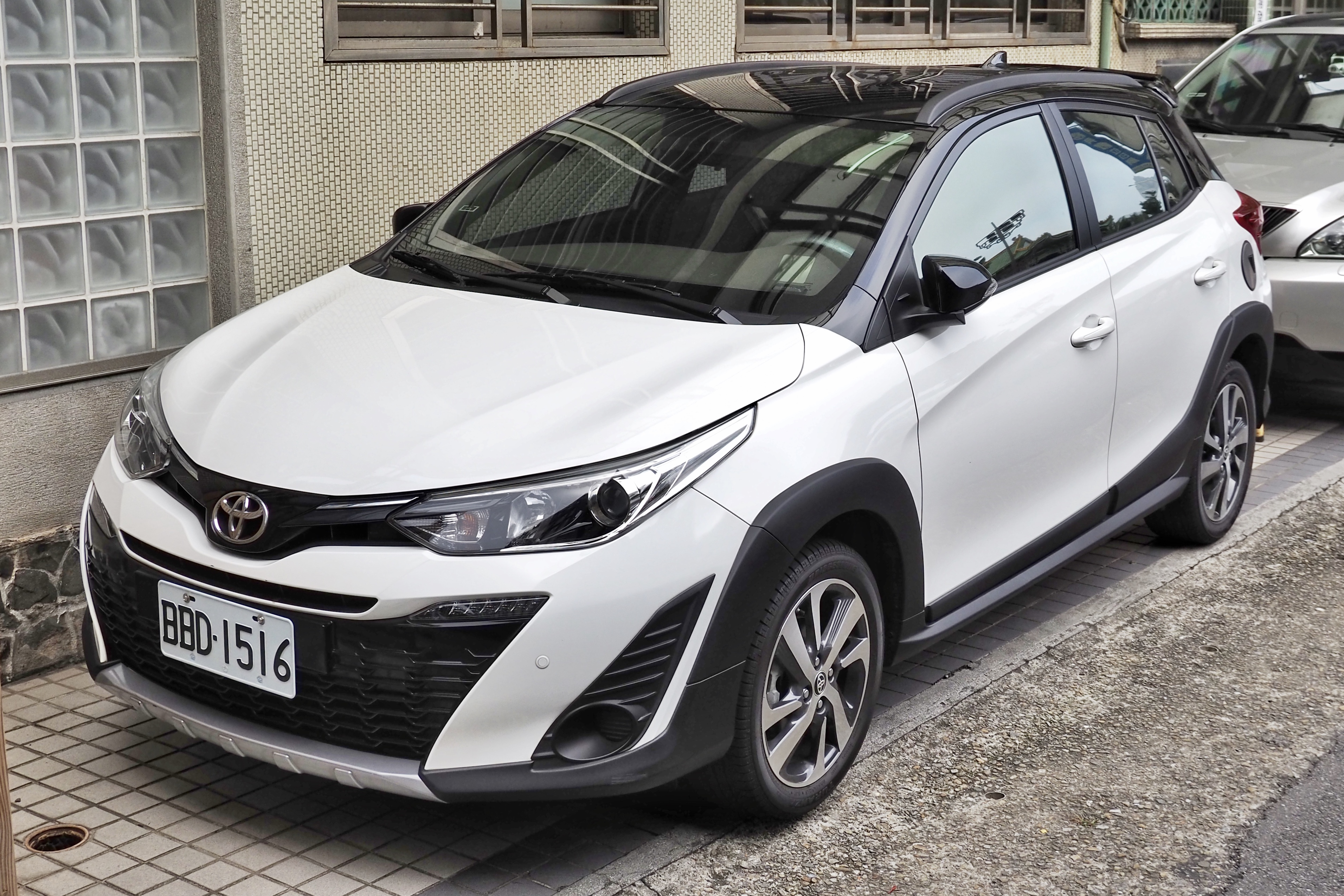
Toyota Yaris XP150 phase 2 crossover
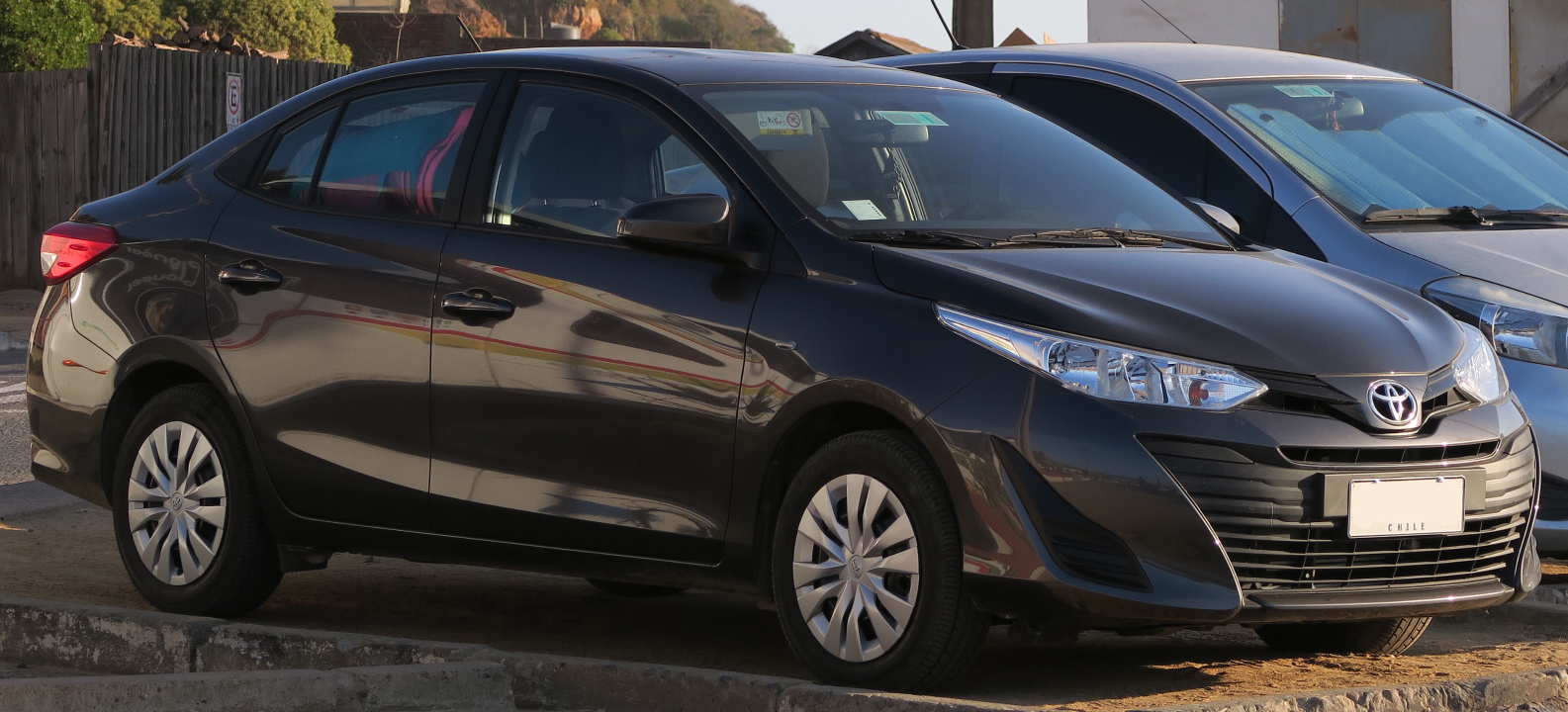
Toyota Yaris XP150 phase 2 4 portes

Toyota Yaris AC100 (2022 -)
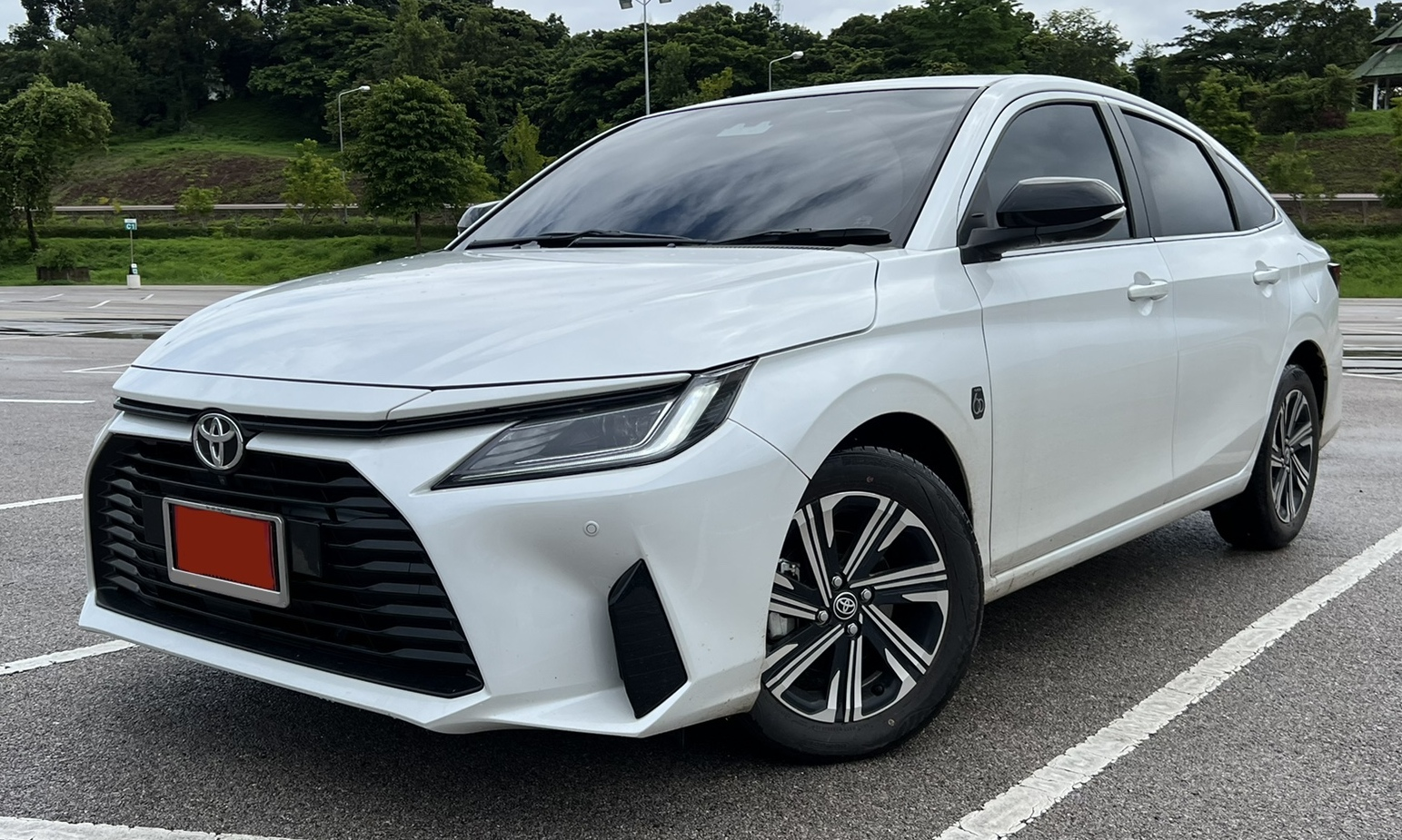
Toyota Yaris AC100 (2022 - )
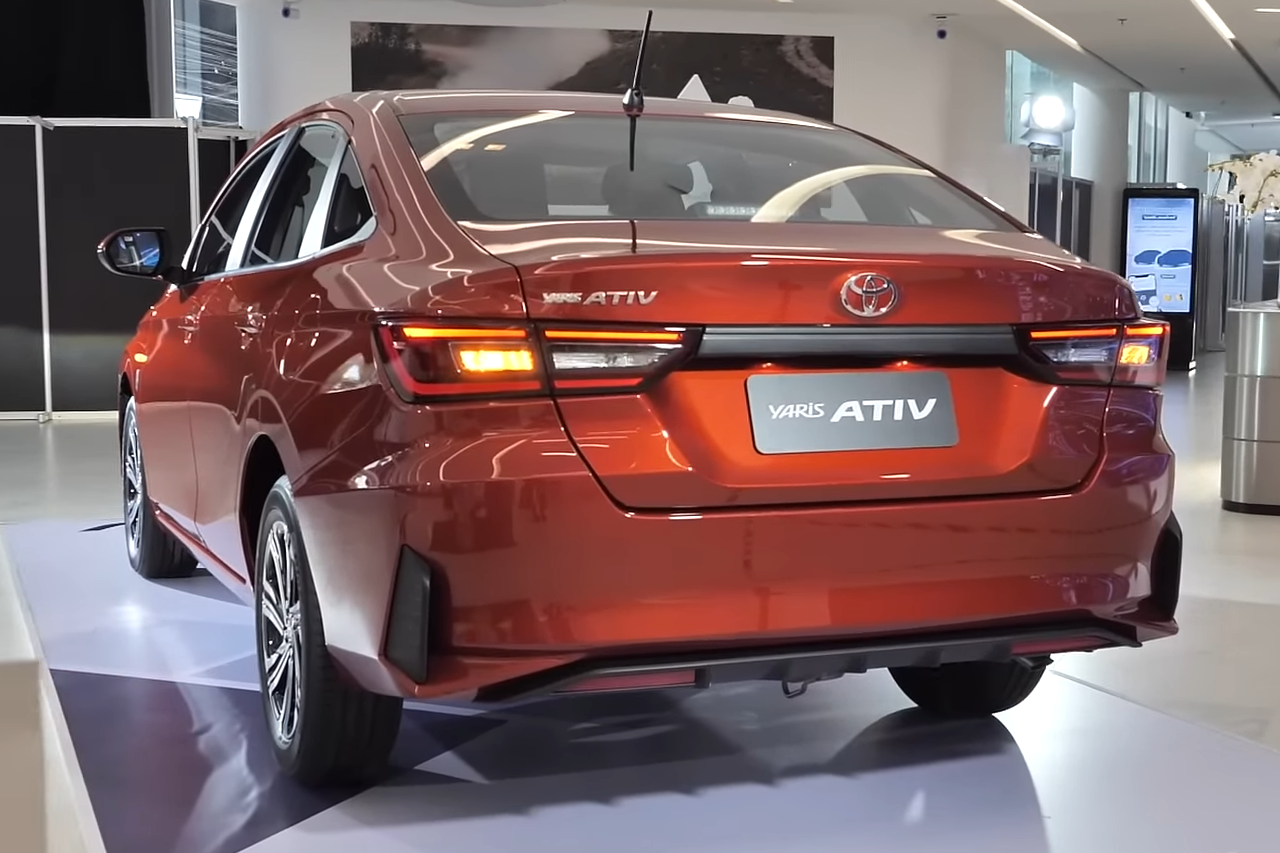
Toyota Yaris AC100 4 portes
- Toyota Yaris AC100 4 portes